# Maritieme geschiedenis van Nederland
De maritieme geschiedenis van Nederland beschrijft het ontstaan en de ontwikkeling van de scheepvaart in Nederland vanaf de zestiende eeuw. De voorafgaande periode wordt besproken in Maritieme geschiedenis van de Nederlanden: van de prehistorie tot 1585.
In zeventiende eeuw groeide de Republiek der Zeven Verenigde Nederlanden van een regionale macht uit tot een maritieme grote mogendheid. De bloei van de scheepvaart, met name van de handel op de Oostzee, droegen bij aan het economische en politieke hoogtepunt van de Republiek. Naast de scheepvaart zelf had dit zijn effect op de scheepsbouw en de cartografie waarin het land toonaangevend werd. Al in de zeventiende eeuw begon een verschuiving naar Engeland, dat de dominerende rol over zou nemen. De koopvaardij bleef van belang, maar de politieke rol was er daarna een in de zijlijnen. De kustvaart bleef intact en door de koloniën bleef er ook een netwerk buiten Europa bestaan. Na een trage start zette ook in Nederland de mechanisatie van de scheepvaart in. Door de koloniën met hun preferentiële handelsovereenkomsten kon de lijnvaart in de twintigste eeuw aanvankelijk groeien, maar door toenemende concurrentie werd deze positie steeds meer uitgehold en werd vooral een plek gevonden in niches als zwaar transport.
Onse meeste kracht ende welvaert bestaet by het Imperium maris ende by de buitenlandsche commercien. C.P. Hooft

## Na de val van Antwerpen

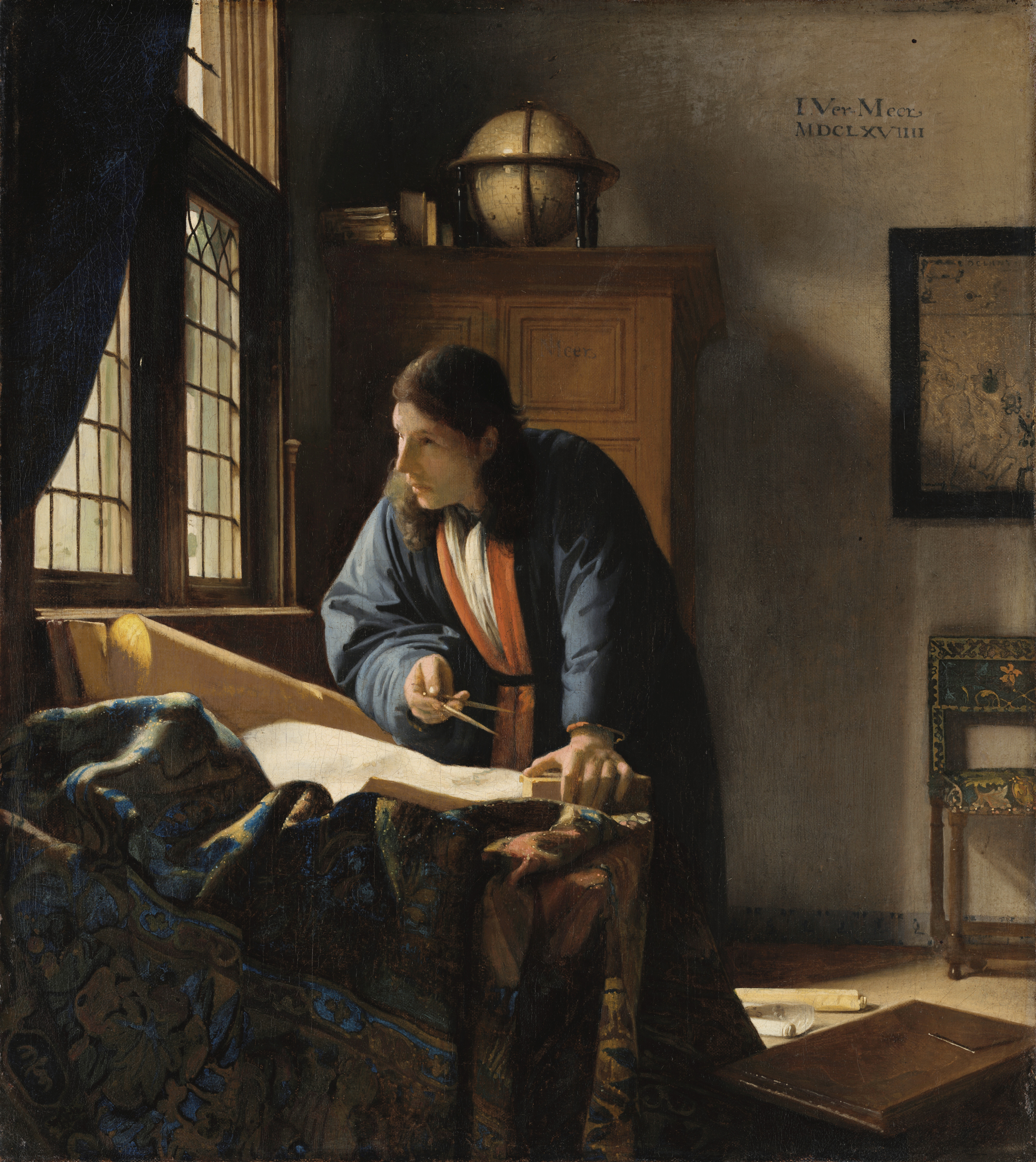
De geograaf van Johannes Vermeer maakt de nieuwsgierigheid die de ontdekkingsreizen mogelijk maakte zichtbaar

Na de val van Antwerpen in 1585 verliet meer dan de helft van de honderdduizend inwoners de stad. De meesten trokken naar de noordelijke provincies. Niet zelden was dit via een omweg via andere landen. Daarbij bleven regelmatig enkelen achter, zodat de vluchtelingen die in de Republiek arriveerden, vaak familieleden op meerdere plaatsen in Europa hadden. Dit zorgde voor een uitgebreid netwerk dat niet alleen de handel bevorderde, maar ook een informatievoorsprong naar vooral Amsterdam betekende. Amsterdam was volgens James Howell in Epistolae Ho-Elianae (1645-1655) ... a great Staple of News. De kennis- en kapitaalvlucht van Antwerpen bleken een zegen voor Amsterdam.
In 1585 stelde Spanje het eerste embargo in tegen de Nederlanden dat zou duren tot 1589. Dit had aanvankelijk een destructief effect op de doorgaande vaarten op Iberië. In 1590 herstelde dit snel. Vrijwel direct na zijn troonsbestijging brak koning Filips III echter weer met de praktijk dat de opstandelingen in de Noordelijke Nederlanden handel dreven met de Spanjaarden. Hij stelde in 1598 opnieuw een embargo in, liet alle in Spaanse en Portugese havens aanwezige Nederlandse schepen met hun lading in beslag nemen en nam de bemanning gevangen. Deze politiek bracht minstens evenveel schade toe aan de Spaanse economie als aan de Hollandse. Het embargo bleef van kracht tot 1608, maar de scheepvaart had zich ondertussen gestort op het Verre Oosten, waardoor daar grote winsten gehaald konden worden.

### Handel rond de Oostzee
De handel met de landen rond de Oostzee was in de zestiende en zeventiende eeuw van groot belang. Allereerst was er de moedernegotie; hiermee werd vooral de graan- en in mindere mate de houtvaart bedoeld. Tezamen waren dit de belangrijkste economische pijlers van de bloeiperiode tijdens de Gouden Eeuw. De Hollanders waren economisch vooral dominant geworden doordat ze zich richtten op het massavervoer, terwijl de Hanze zich voornamelijk richtte op het vervoer van luxegoederen.
Deze dominante rol was er niet zonder slag of stoot gekomen, met in de vijftiende eeuw onder meer de Hollands-Wendische Oorlog (1438-1441) en in de zestiende eeuw onder meer de Deense Successieoorlogen die afgesloten werden met de Vrede van Spiers van 1544. Daarin erkenden Lübeck, de machtigste Hanzestad, en het Wendische Verbond hun nederlaag: voortaan was de Oostzee voor de Hollanders vrij toegankelijk. Blijkens de lijsten van de Sonttol voer rond 1600 zo'n 50% van alle schepen die de Sont passeerden onder Nederlandse vlag. Vanaf 1615 was ook vrijwel alle handel op Rusland in Nederlandse handen.
De Directie der Oostersche Handel en Reederijen, opgericht in 1689, streefde veiligheid voor de koopvaarders op de Oostzee na.

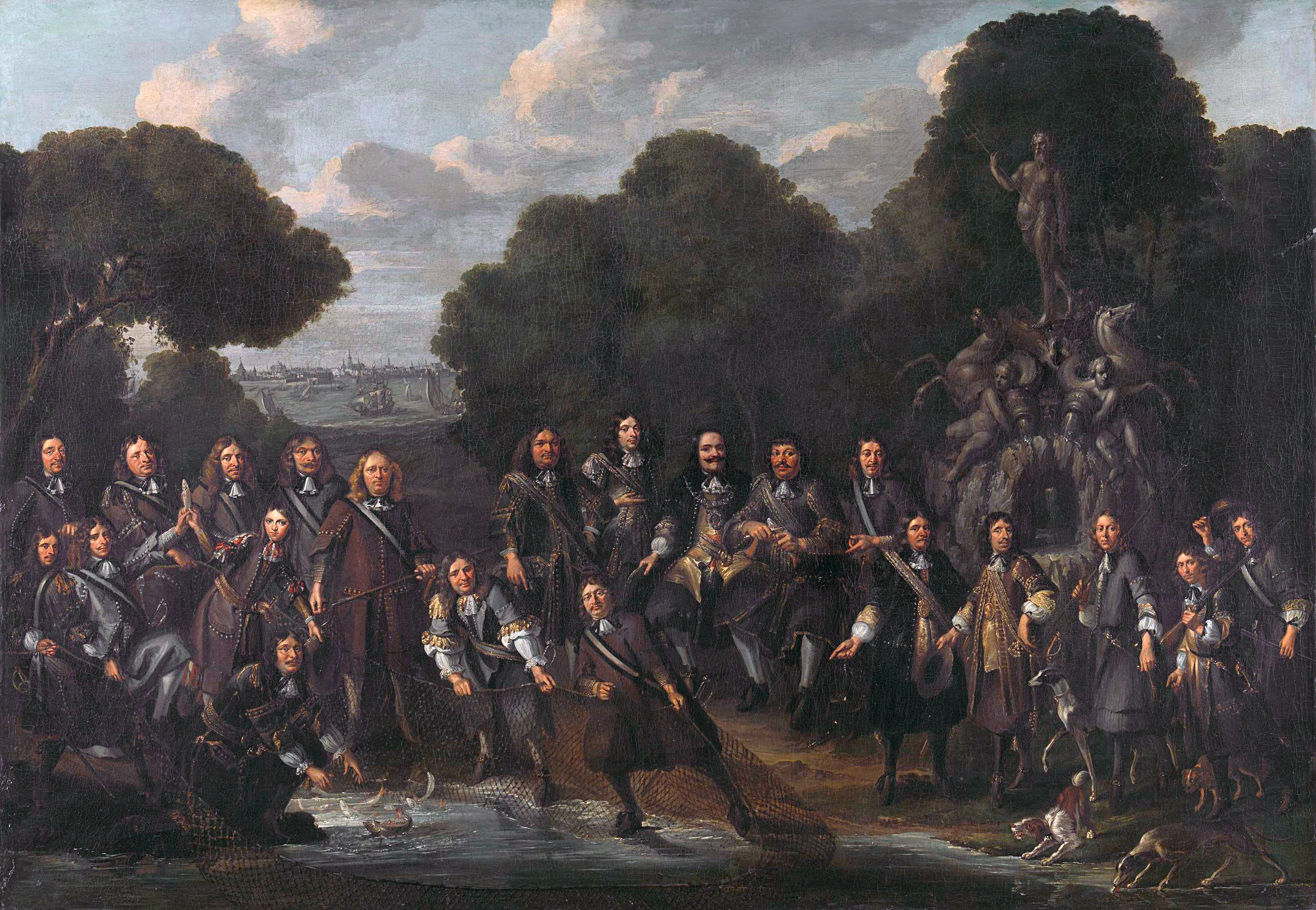
Allegorie op de bloei van de Nederlandse visserij na de Tweede Engelse Zeeoorlog (1665-67), Willem Eversdijck ~1667
Het grote belang dat gehecht werd aan de visserij, blijkt wel uit dit schilderij met daarop de Nederlandse admiraals, van wie enkelen een net met vis binnenhalen. Onder anderen Adriaen Banckert en Michiel de Ruyter zijn afgebeeld

### Visserij en walvisvaart
Van groot belang was de haringvangst, de Grote Visserij en in mindere mate de Kleine Visserij, de walvisvaart.
Van 1614 tot 1642 had de Noordsche Compagnie het alleenrecht op de walvisvaart. Toen dit octrooi afliep, gingen ook anderen meedoen aan de jacht op de Groenlandse walvis. Dit leidde uiteindelijk tot het bijna uitroeien van de Noord-Atlantische populatie van deze walvissoort.

### Cartografie

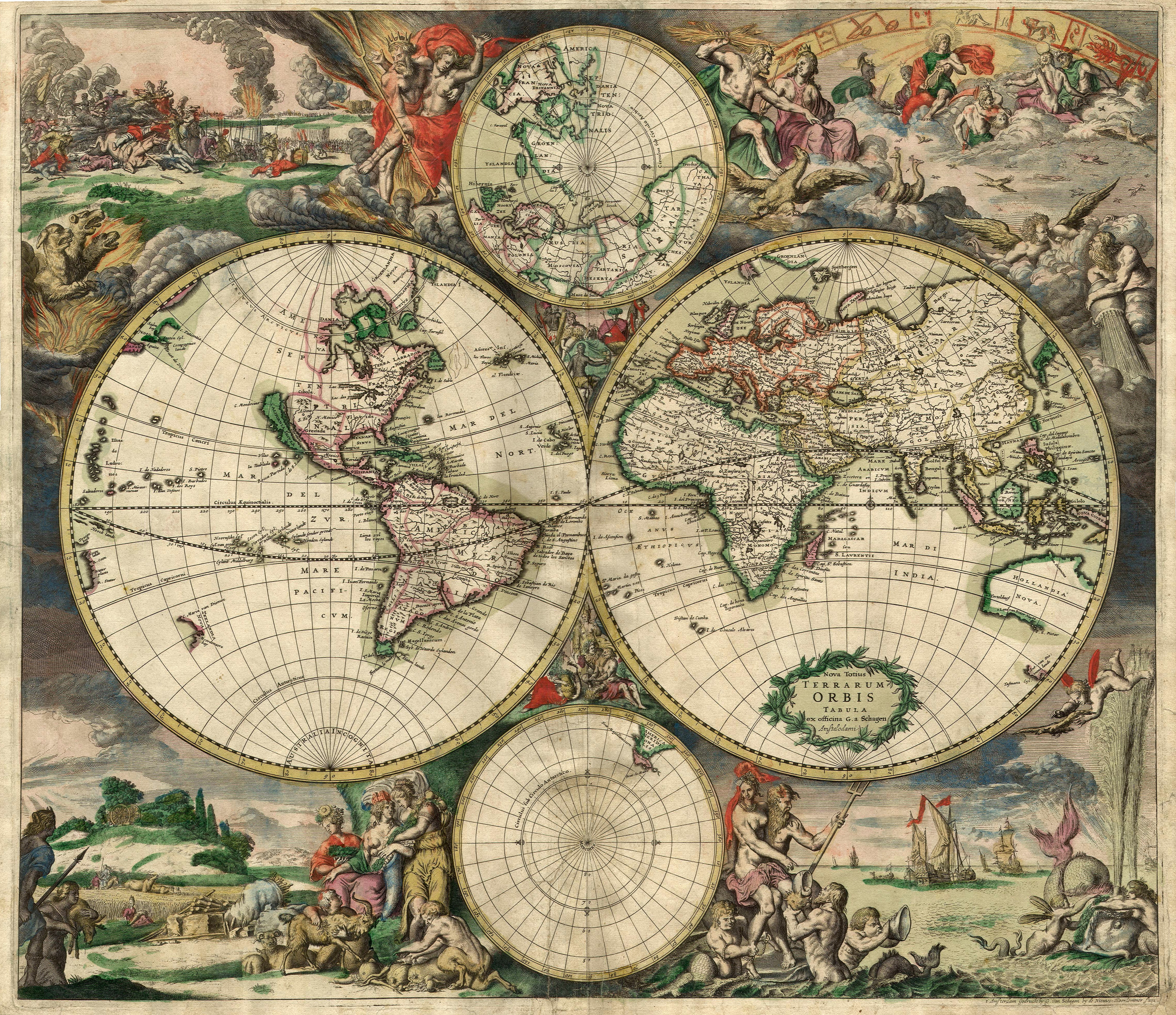
Wereldkaart van Gerrit van Schagen uit 1689. Schagen maakte veel reproducties van het werk van Frederik de Wit en Nicolaes Visscher I

In de zestiende eeuw was de cartografie tot bloei gekomen in de Zuidelijke Nederlanden en tot het einde van de zestiende eeuw was Antwerpen het middelpunt was van de Europese cartografie en een belangrijk centrum voor de boekdrukkunst. Daarna verschoof die rol naar het noorden, met in Leiden Simon Stevin, Petrus Plancius en Willebrord Snellius.
Jodocus Hondius was een Zuid-Nederlander die zich in Amsterdam vestigde, dat door de scheepvaart en de vele drukkerijen de rol van Antwerpen overnam. De atlassen die Willem Blaeu en zijn zoon Joan maakten, waren de tot dan toe meest gedetailleerde kaarten ooit. De door hen vervaardigde Atlas maior uit 1662 was een van de duurste atlassen uit de zeventiende eeuw. Frederik de Wit gold als een van de belangrijkste uitgevers van kaarten in de tweede helft van de zeventiende eeuw. Zo groeide Amsterdam uit tot het middelpunt van de wereld in de cartografie.

### Bagger
Aanvankelijk moest men met de hand baggeren. De baggerbeugel was een soort schepnet met een lange steel. Hij werd aan het begin van de zestiende eeuw geïntroduceerd vanuit East Anglia. Een nieuwe manier van turfwinnen was noodzakelijk om aan de vraag van de groeiende steden te kunnen voldoen. Door de introductie van de baggerbeugel werd het mogelijk het veen onder de waterspiegel weg te baggeren, een praktijk die slagturven of turftrekken werd genoemd.
Al in 1575 construeerde Joost Jansz. Bilhamer een moddermolen. Een verbetering daarna was de modderschuit met rosmolen. Op stromend water werden krabbelaars gebruikt, die de bodem loswoelden, waarna de stroming voor de afvoer zorgde. Op de Zuiderzee stond te weinig stroming om hiervan gebruik te kunnen maken, zodat de krabbelaar hier niet van nut was. De verzandingen konden dus niet worden tegengegaan en er moest gebruik worden gemaakt van scheepskamelen om schepen in Amsterdam te krijgen.
Door de gebroeders Tymon en Adrianus Kater uit Monnickendam werd een moddermolen gebouwd die tot vijf meter diepte kon werken. Een andere belangrijke uitvinding van de gebroeders was de klepschuit.

### Scheepsbouw
Door de constante vraag naar schepen met een grote capaciteit, ontwikkelden de werven nieuwe scheepstypen, zoals de vlieboot, de buiskarveel en vooral de fluit. Deze schepen konden sneller varen met een kleinere bemanning dan eerdere scheepstypen. De schepen konden goedkoop gebouwd worden door een uitvinding aan het einde van de zestiende eeuw, de houtzaagmolen.
Cornelis Corneliszoon van Uitgeest werd op 15 december 1593 een octrooi voor de houtzaagmolen verleend, voor de krukas gebeurde dit op 6 december 1597. De uitvinding van Corneliszoon werd later verbeterd tot een geïntegreerde constructie, de zogenaamde paltrokhoutzaagmolen. Dit type houtzaagmolen was van groot belang voor de bouw van de schepen van de VOC en de WIC. De uitvinding droeg in belangrijke mate bij aan de economische opbloei van de Republiek der Zeven Verenigde Nederlanden in de zeventiende eeuw. De mechanisatie van het houtzagen leverde namelijk aanzienlijke besparingen op personeelskosten op. Aanvankelijk stuitte dit dan ook op bezwaren bij het Amsterdamse houtzagersgilde. Dat probleem bestond niet in de Zaanstreek, waar de gilden geen politieke invloed hadden. Dit gebied groeide tot het grootste scheepsbouwcentrum ter wereld uit.

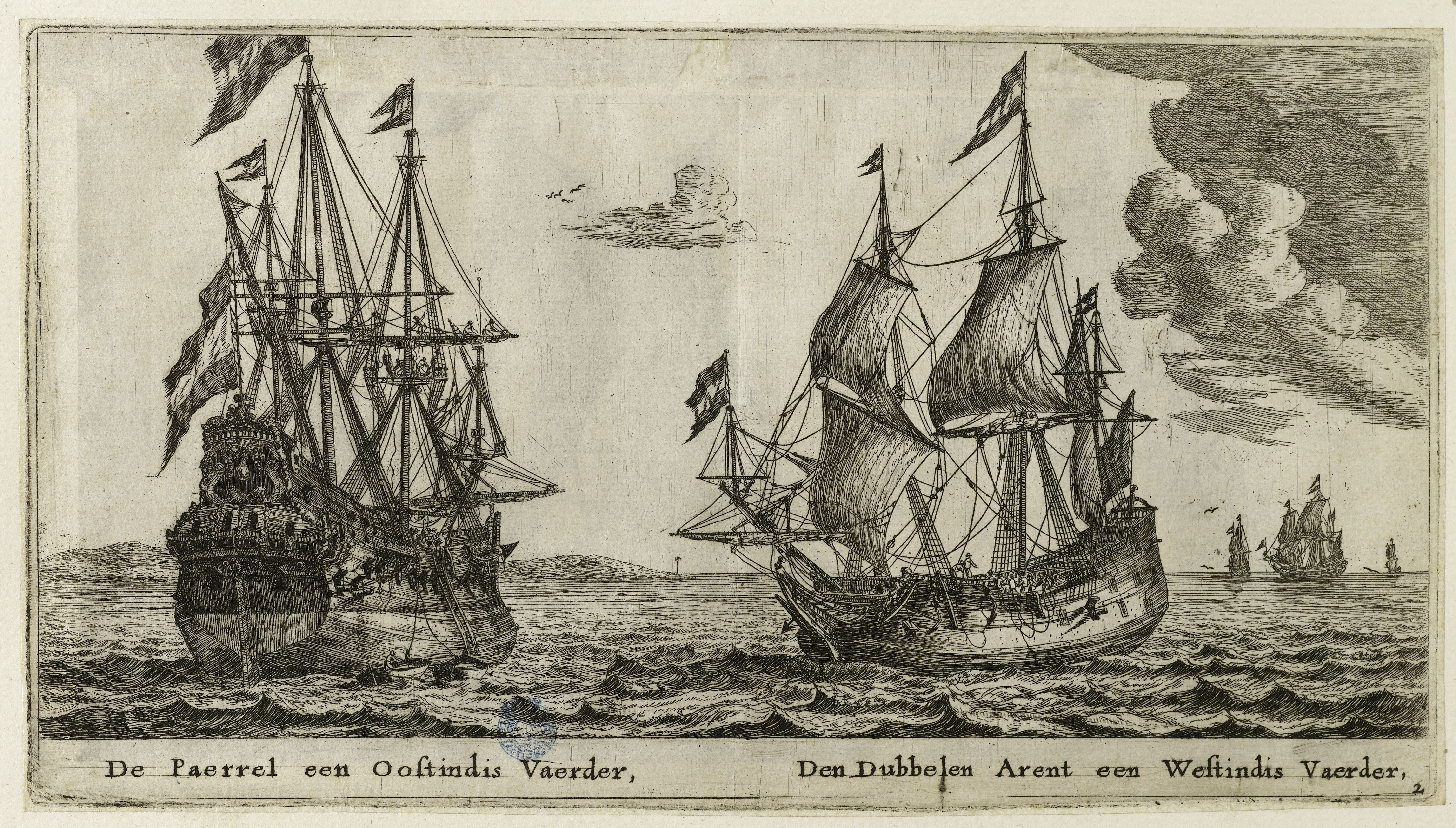
De Paerrel een Oostindies Vaerder, Den Dubbelen Arent een Westindis Vaerder (Reinier Nooms, ca. 1650)

Het eerste fluitschip zou in 1595 in Hoorn zijn gebouwd. Kenmerkend was een invallend bovenboord, dat het schip zijn peervorm gaf. Voor die vorm was een belangrijke economische reden: de hoogte van de Sonttol hing af van de breedte van het dek. Vandaar het smalle dek boven het brede ruim, waardoor een maximale lading tegen een minimale tol kon worden vervoerd. Deze manier om tol te berekenen bleef tot 1669 in gebruik. Schepen die daarna werden gebouwd, kregen een breder dek, wat ook gold voor de fluiten die niet op de Sont voeren.
De fluit was bijzonder geschikt voor de handelsvaart in Europa door het beperkte aantal bemanningsleden dat nodig was om het te zeilen (ongeveer twaalf) en de geringe diepgang. Dit leverde een belangrijk voordeel op in de concurrentie met andere handelsnaties, die grotere bemanningen moesten gebruiken en dus hogere kosten hadden. Het schip werd dan ook een van de belangrijkste scheepstypen voor de Nederlandse internationale scheepvaart, ook die op Indië. Fluiten bleven klein, tot circa 400 ton.
Andere schepen waren het spiegelretourschip, van 500 tot 1000 ton, pinassen, fregatten, pinken, jachten, hoekers, galjoten, hekboten, katschepen, pakketboten en brigantijnen.

### Admiraliteiten
Tijdens de Tachtigjarige Oorlog werd met de Instructie voor de Admiraliteiten van 1597 bepaald dat de maritieme verdediging van de Republiek in handen lag van de vijf admiraliteiten, vanaf de veertiende eeuw de organisatie over de oorlogsvloot in de Lage Landen. In oorlogstijd vormden deze schepen, aangevuld met bewapende koopvaarders, de Staatse vloot. Hierdoor was de invloed van de gewesten groot, een situatie die zou voortduren tot de Franse tijd toen de zeemacht gecentraliseerd werd.

### Straatvaart

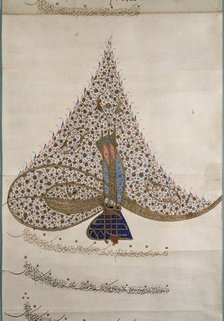
Tughra (gekalligrafeerde initiaal) van sultan Ahmed I onder de Capitulatie met de Republiek

In 1580 werd Portugal na de slag bij Alcântara bij Spanje gevoegd, waarmee Nederland in oorlog verkeerde. Hierdoor werd Nederland afgesloten van de handel uit de Middellandse Zee en Indië. Vanaf 1590 nam de directe handel op de Middellandse Zee dan ook enorm toe. Daar kan de hongersnood in Italië rond die tijd mee te maken hebben gehad. Met een goed bewapende vloot begon de Straatvaart, die later ook op de Levant voer. Willem Barentsz schreef hiervoor de zeilaanwijzingen Nieuwe Beschryvinghe ende Caerttboeck van de Midtlansche Zee.
Uit deze tijd stammen de betrekkingen tussen Nederland en het Ottomaanse Rijk. De in 1582 in Antwerpen geopende Turkse stapel verplaatste zich in 1585 naar Noord-Nederland. Zo waren in Amsterdam veel Turkse, vaak Grieks, Joods en Armeens, kooplieden te vinden.
Het Ottomaanse Rijk verkeerde in oorlog met de Heilige Liga waar Spanje deel van uitmaakte. Gezien de gezamenlijke vijand zocht Willem van Oranje contact. Dit deed hij via Josef Nasi, een internationaal bankier die als Sefardische Jood gevlucht was voor de onderdrukkingen in Antwerpen en zich in Constantinopel gevestigd had.
Het eerste Nederlandse schip kwam in 1599 in de Levant aan met 100.000 zilveren dukaten en kocht zijde, specerijen en katoen. De Nederlandse zeevaarders veroverden zich een positie tussen de Venetianen, Fransen en Engelsen. De handel met Europese staten werd gereguleerd door zogenaamde capitulaties, die door de sultan werden ondertekend. In 1611 verwierf de Republiek als derde natie na Frankrijk en Engeland een dergelijke capitulatie. Cornelis Haga werd de eerste ambassadeur van de Republiek in het rijk. Haga nam ook het initiatief, dat leidde tot de oprichting van de Directie van den Levantschen handel en de Navigatie op de Middellandsche Zee, een college dat tussen 1625 en 1826 voorschriften uitvaardigde voor de Nederlandse koopvaardij naar de Levant en ook toezicht op de handhaving daarvan uitoefende.

### De weg naar Oost-Indië

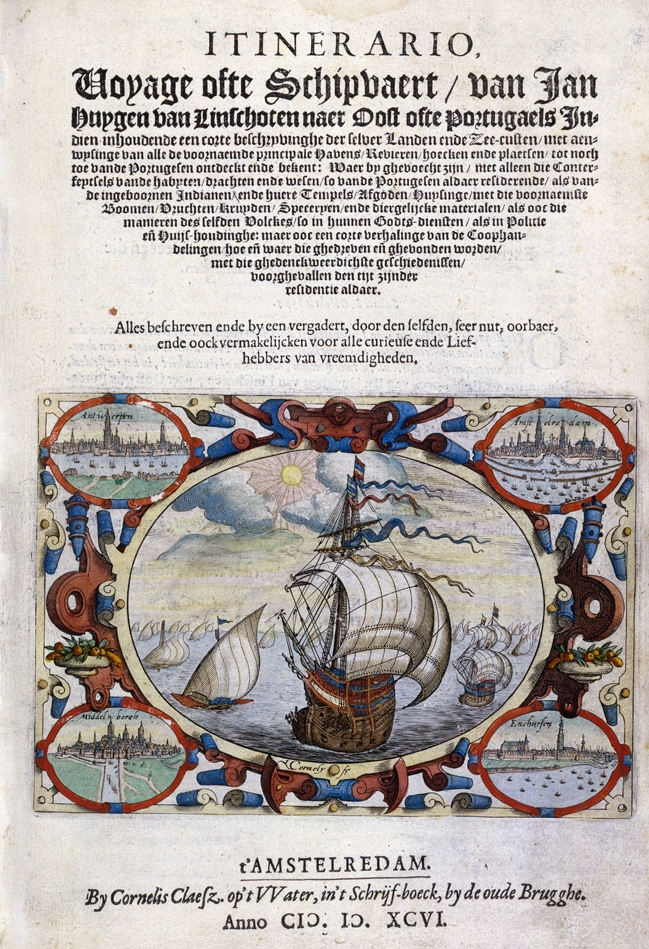
Itinerario, voyage ofte schipvaert, naer Oost ofte Portugaels Indien inhoudende een corte beschryvinghe der selver landen ende zee-custen van Jan Huygen van Linschoten met daarin ook de Beschryvinghe van de gantsche custe van Guinea en het Reys-gheschrift vande navigatien der Portugaloysers in Orienten

De oorlog met Spanje en later Portugal zorgde ook dat Nederland verstoken bleef van de profijtelijke specerijenhandel. Daarom stuurde de Amsterdamse Compagnie in 1592 Cornelis en Frederik de Houtman naar Lissabon. Ondanks de oorlog konden zij waardevolle informatie verzamelen over de Carreira da Índia. Ze werden wel gevangengenomen, maar nadat ze in 1594 waren vrijgekocht, keerden ze terug naar Amsterdam. Met de publicatie van Reys-Gheschrift van de navigatien der Portugaloysers in Orienten door Jan Huygen van Linschoten in 1595 werd het mogelijk het monopolie van de Portugese handel op de Oost te doorbreken, zodat de Nederlanders een eeuw na de Portugezen de route naar Azië vonden.
De Compagnie van Verre rustte in 1595 een expeditie van zwaarbewapende schepen uit met Cornelis Houtman als het hoofd van de koopmannen. Toen de meeste schepen behouden terugkeerden, werden al gauw een groot aantal expedities vanuit de Republiek naar Indië gestuurd. In een tijdsbestek van zeven jaar werden twaalf compagnieën opgericht. Om aan deze onderlinge concurrentie een einde te maken, lieten de Staten-Generaal in 1602 op initiatief van Johan van Oldenbarnevelt deze compagnieën opgaan in één compagnie, de Vereenigde Oostindische Compagnie.
Deze kwam al snel in botsing met de Portugezen, die meenden op grond van het Verdrag van Tordesillas andere Europeanen uit wat zij beschouwden als hun deel van Afrika, Azië en Amerika te kunnen weren. Naar aanleiding hiervan werd de facto een Portugees-Nederlandse oorlog gevoerd als een wereldwijde uitbreiding van de Tachtigjarige Oorlog. Het leverde een ondermijning van het Portugese Rijk op en het resultaat was de opbouw van de Nederlandse koloniën.
Op basis van een vage passage in Naturalis Historia van Plinius meende men dat er ook een Noordoostelijke Doorvaart bestond. Al in 1594 had Willem Barentsz getracht deze te vinden, in navolging van de Engelsen, zoals Richard Chancellor in 1553. In 1596 vertrok Barentsz op zijn derde, beroemdste reis, die echter niet verder kwam dan Nova Zembla. In 1619 sloot tsaar Alexis de Mangazeja-zeeweg uit angst voor Nederlandse en Engelse invloed in Siberië.
Na deze Amsterdamse initiatieven ontstond in Middelburg en in Rotterdam het plan om langs de zuidwestelijke route naar Indië te varen. In 1598 vertrokken vanuit Middelburg vijf schepen onder leiding van Jacques Mahu en Simon de Cordes en van Rotterdam vier schepen onder leiding van Olivier van Noort. De Liefde onder Jacob Jansz. Quackernaeck bereikte als eerste Nederlandse schip Japan, waar het geplunderd werd. Van Noort bereikte na drie jaar uiteindelijk Nederland weer en werd zo de eerste Nederlander die rond de wereld voer.

## Gouden Eeuw

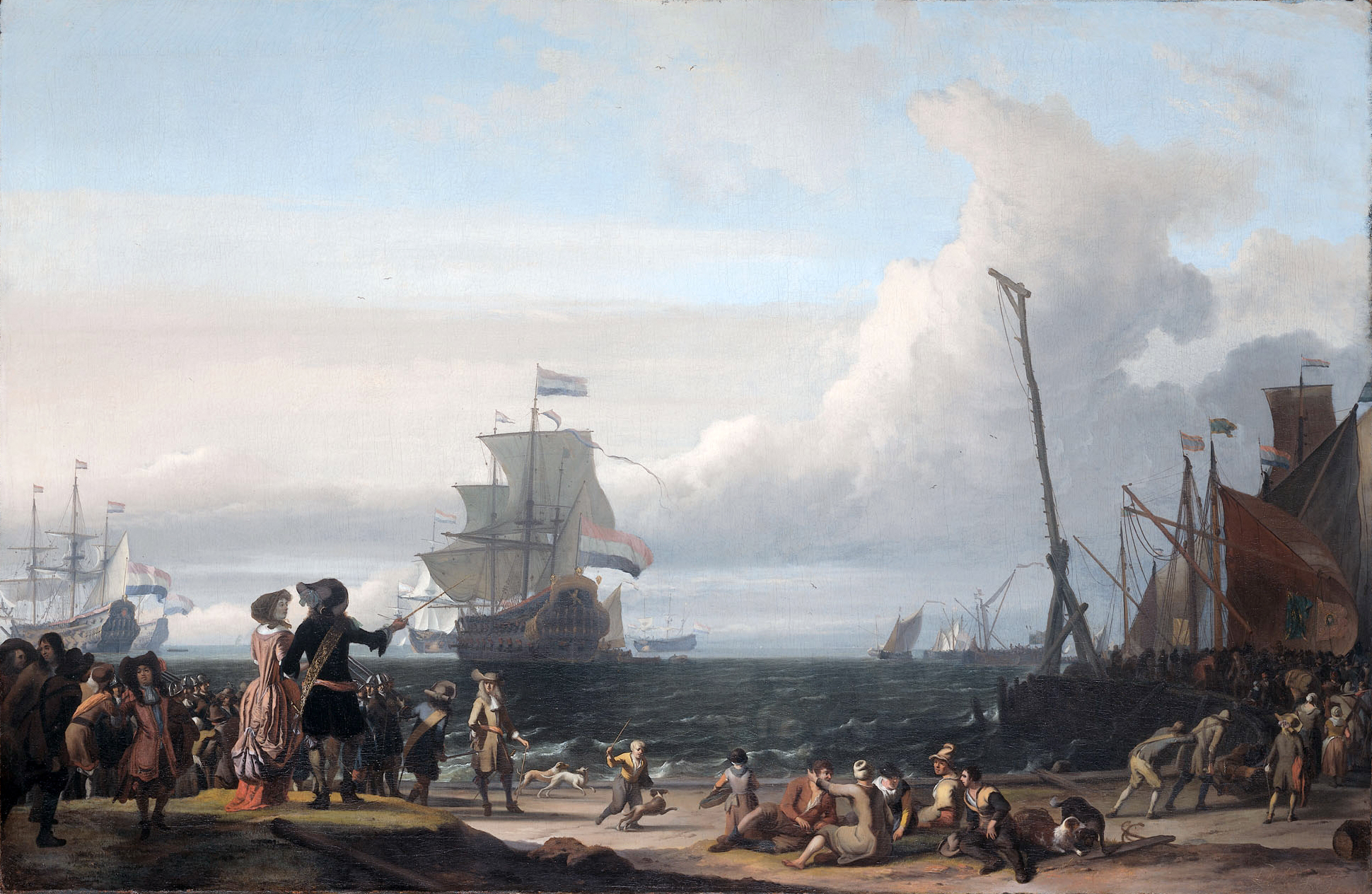
Nederlandse schepen op de rede van Texel; in het midden de 'Gouden Leeuw', het vlaggeschip van Cornelis Tromp. Ludolf Bakhuysen, 1671

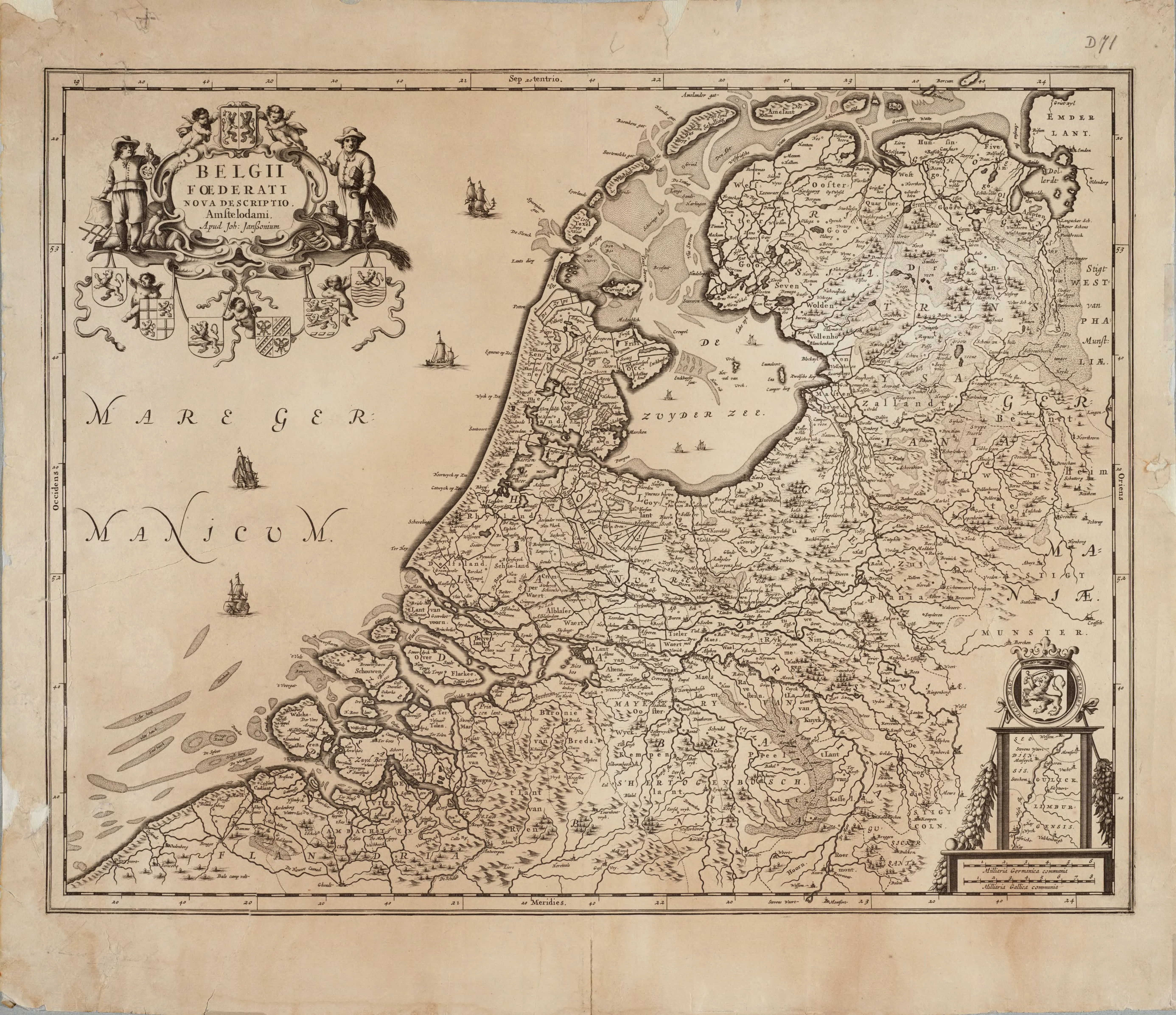
Overzichtskaart van de Republiek, van Joannes Janssonius; uit diens collectie Belgii Foederati Nova Descriptio, gepubliceerd te Amsterdam in 1658

In 1600 bezaten de Nederlanders al zo'n 1900 zeegaande schepen, bijna vijfmaal meer dan de Engelse vloot van 400 schepen op dat moment. Het leeuwendeel van de West-Europese handel werd in de zeventiende eeuw vervoerd door Nederlandse schepen. Zij beheersten niet alleen de handel tussen Spanje, Frankrijk, Engeland en de Oostzee, maar ook een groot deel van de kustvaart tussen Franse havens onderling. Zelfs Franse wijngaarden waren particulier bezit van Nederlanders. Op het hoogtepunt tussen 1660 en 1670 bestond de koopvaardijvloot van de Republiek uit zo'n 2600 zeegaande schepen van meer dan 100 ton, om af te nemen tot zo'n 2200 in 1700. De Engelse vloot was toen gegroeid naar zo'n 1400 schepen. John Keymor noemde in 1601 een vloot van 20.000 schepen, maar dit overdreven aantal betrof niet slechts zeegaande schepen, het omvatte onder meer 4100 vissersschepen.
In de Tachtigjarige Oorlog waren de watergeuzen van groot belang. De inname van Brielle in 1572 was het eerste grote succes in de opstand tegen Filips II. Een ander belangrijk wapenfeit was de overwinning in de Slag op de Zuiderzee in 1573.
Naast de Europese kustvaart, begonnen Nederlanders in toenemende mate de wereldzeeën te bevaren. Rond Spitsbergen begaven zij zich in de walvisvaart en Kaap de Goede Hoop werd in 1652 op de Portugezen veroverd. De huidige Afrikaners stammen merendeels af van de Nederlandse kolonisten die zich daar in de loop der tijd vestigden. Via Kaap Hoorn bereikten de Nederlanders de Stille Oceaan.
In 1602 werd de Vereenigde Oostindische Compagnie opgericht. De Nederlanders toonden zich geduchte concurrenten van de Portugezen in India en het Verre Oosten. Op Java stichtten zij Batavia, het huidige Jakarta, in 1619. De Engelse EIC trok zich in 1623 van Ambon (een van de Molukken, waar de specerijen vandaan kwamen) terug na het incident dat bekendstaat als de Ambonschen Moord.
Kort na 1600 bereikten Nederlanders Japan. De Japanners verdreven echter alle Europeanen in 1641 uit angst voor de invloed van het christendom. Zij besloten zich van de buitenwereld af te zonderen (Sakoku) en onderhielden alleen nog contacten met een kleine Nederlandse kolonie op Dejima, hoewel ze ook nog handel dreven met China en Korea.
In 1625 stichtten Nederlanders Nieuw-Amsterdam op het eiland Manhattan. De West-Indische Compagnie werd in 1621 (na afloop van het Twaalfjarig Bestand) opgericht om de rijkdommen van Spaans en Portugees Amerika te exploiteren. Er werden kolonies gesticht in Guyana, in Pernambuco en Bahia in Brazilië en op Curaçao in het Caribisch gebied.
Al die tijd waren de Duinkerker kapers een ware plaag voor de Nederlandse scheepvaart, een situatie die met tussenpozen tot het einde van de zeventiende eeuw zou voortduren.

### Amsterdam en Middelburg

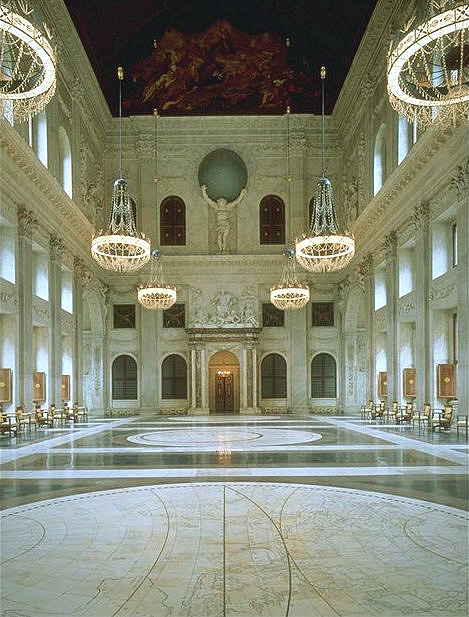
Het interieur van het stadhuis van Amsterdam, het tegenwoordige Paleis op de Dam, toont dat Amsterdam zich als het centrum van de wereldhandel zag

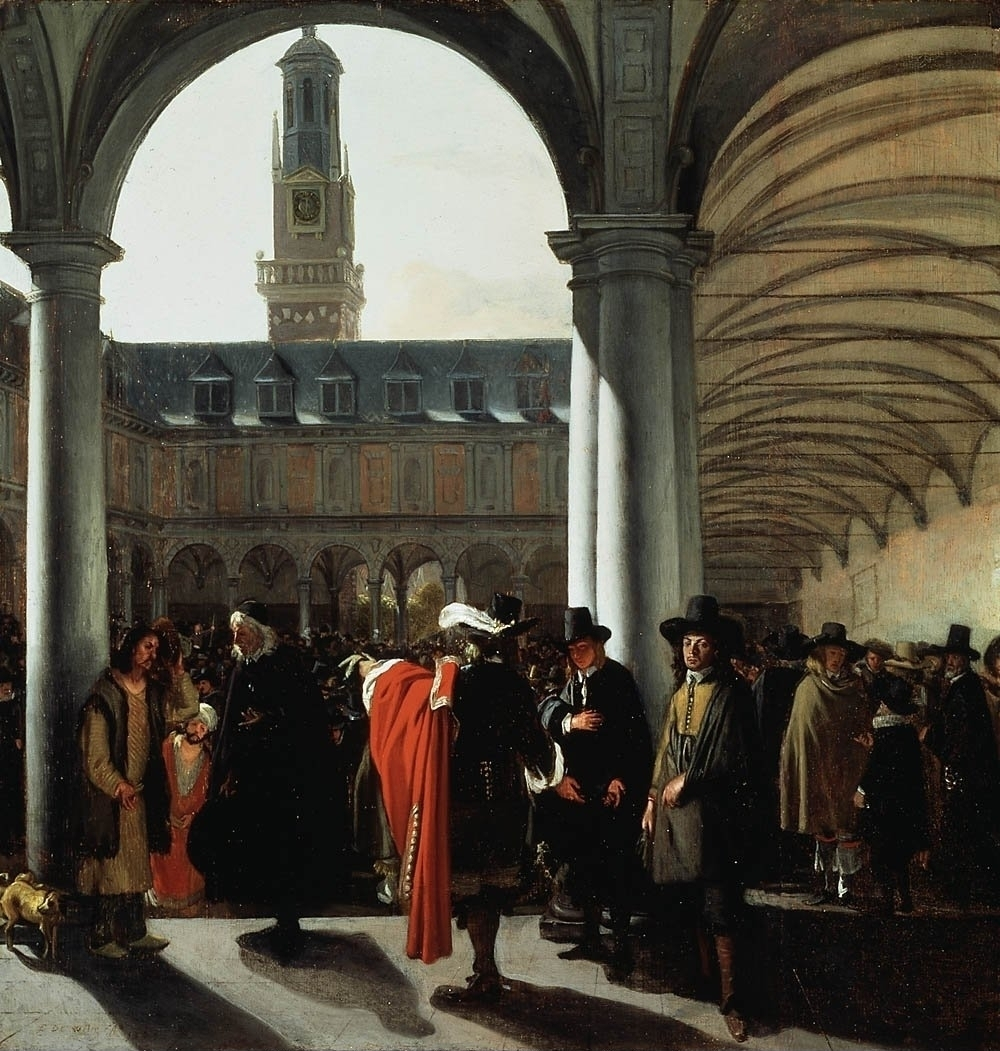
Emanuel de Witte. De binnenplaats van de beurs in Amsterdam. 1653. Rotterdam, Museum Boijmans Van Beuningen

Amsterdam en Middelburg namen na 1585 de positie van Antwerpen over. Veel kooplieden ontvluchtten Antwerpen en vestigden zich onder andere in Amsterdam en Middelburg, maar ook in Londen, Hamburg, Keulen, Frankfurt, Sevilla, Parijs, de havens aan de Atlantische kust van Frankrijk, in Italië en in het Oostzeegebied. Zij introduceerden hun handelssystemen in de Republiek en namen hun connecties mee, waardoor de Amsterdamse en Middelburgse handelsnetwerken konden groeien. Zowel Amsterdam als Middelburg hadden in die tijd ongeveer 200 kooplieden binnen hun stadswallen. De aanwas van nieuwe poorters, uit het Zuiden, bedroeg in de periode 1575-1599 in Middelburg 3542 en in Amsterdam 3324. Soms wordt gesteld dat Antwerpen een vooral passieve handel had en dat de kracht en onvermijdelijke groei van Amsterdam te danken waren aan het grote aandeel van actieve handel. Dit is echter niet houdbaar als gekeken wordt naar de aanwezigheid van grote aantallen buitenlandse handelaren, net als eerder in Brugge en Antwerpen.
Door het grote achterland, waaronder ook Duitsland, en door de grote scheepvaart, kon Amsterdam zijn positie verstevigen. Niet alle handel liep echter langs deze stapelplaats. Veel handel ging rechtstreeks van de laadhaven naar de loshaven, zonder Amsterdam aan te doen, de doorgaande reizen. In veel havens waren agenten gevestigd. Vaak ging het om familie van kooplieden uit de Republiek, die zorgden dat er veel informatie over de markt bekend was. In navolging van de Antwerpse handelsbeurs werd in 1592 in Middelburg de eerste koopmansbeurs van de Noordelijke Nederlanden geopend. De tweede Wisselbank van de Republiek ging in Middelburg in 1615 open. In 1609 werd de Amsterdamsche Wisselbank opgericht, en in 1611 de Amsterdamse Wisselbeurs (naar het voorbeeld van de Antwerpse beurs), waar de aandelen van de VOC verhandeld werden. Dit droeg ertoe bij, dat Amsterdam tot het financiële centrum van de wereld uitgroeide, een positie die Londen en Hamburg pas in het midden van de achttiende eeuw overnamen.
Tekenend was dat het Engelse handelstekort met de Baltische landen door Amsterdam werd gefinancierd. Hierbij verkochten Engelse handelaren Amsterdamse wisselbrieven, waarna de wissels dan vanuit Amsterdam getrokken werden op Londen. Ook de Franse, Spaanse, Portugese en Italiaanse steden maakten in hun relaties met Noord-Europa en het Oostzeegebied gebruik van de Amsterdamse markt.

### Treves
In 1606 begonnen informele vredesbesprekingen tussen de Republiek en Spanje. In De Nederlanden bestonden twee kampen. Het grote twistpunt was het effect van vrede op de handel. De handel op Azië en Amerika had een aantal kooplieden enorme winsten opgeleverd en ze waren bang deze handel op te moeten geven als voorwaarde voor vrede met Spanje. Spanje was bereid de Republiek te erkennen als de VOC ontbonden zou worden, er geen gelijksoortige compagnie voor Amerika werd opgericht en de Nederlanden zou erkennen dat Spanje en Portugal het alleenrecht hadden op het beheer van Oost- en West-Indië. Daarnaast zou de blokkade van de Schelde opgeheven moeten worden, wat het einde van de Nederlandse textielnijverheid zou kunnen betekenen. Calvinistische kooplieden, zoals Reinier Pauw, combineerden deze argumenten met religieuze argumenten. Hierdoor was vrede niet mogelijk en was een bestand het hoogst haalbare.
In 1609 werd het Twaalfjarig Bestand – de Treves – afgesloten. Aanvankelijk was het effect zo dramatisch als de tegenstanders van de vrede al vreesden. De koersen van de VOC op de Amsterdamse beurs daalden dramatisch, uit angst voor Spaanse en Portugese belemmeringen van de handel. Veel zeelui kwamen zonder werk doordat de oorlogsvloot inkromp. Lonen en prijzen daalden. Dit maakte echter een spoedig herstel mogelijk. De handel op Iberië werd hervat, waar de concurrentie al snel werd weggevaagd.

### Hervatting van de strijd
In 1621 werd de strijd hervat toen Filips IV van Spanje aan de macht kwam en opnieuw een embargo instelde. Aanvankelijk leken de voorspoedige tijden voorbij te zijn.
In het Duitse Rijk woedde vanaf 1618 de Dertigjarige Oorlog, die grote verwoestingen aanrichtte. Hoewel de Republiek hier niet rechtstreeks bij betrokken was, had dit wel een enorm effect op de Europese economie, waarbij vooral de Pools-Zweedse Oorlogen schadelijk waren voor de handel van de Republiek.
De strijd tussen Spanje met Frankrijk tijdens de Dertigjarige Oorlog zorgde ervoor dat Spanje zich niet kon concentreren op het neerslaan van de opstand in de Nederlanden.

### Vereenigde Oostindische Compagnie
De handel op Java en de specerijeilanden nam een hoge vlucht en veroorzaakte een snelle groei van de koopvaardijvloot. De VOC zou uiteindelijk uitgroeien tot een staat in de staat. In de eerste jaren van de VOC werd nog een premie uitgeloofd voor een gezagvoerder die binnen acht maanden van Java naar Nederland voer, terwijl het in de tweede helft de zeventiende eeuw al voorkwam dat een galjoot deze afstand in vier maanden en een week aflegde.
De VOC zocht ook zelf actief naar nieuwe handelsgebieden. Zo werd al direct bij de eerste expeditie Willem Jansz uitgezonden om de kust van Nieuw-Guinea te verkennen, waarbij deze zonder het zich te realiseren Australië ontdekte.
Van de latere VOC-ontdekkingsreizen zijn de beide reizen van Abel Tasman het best bekend. Op de eerste ontdekte hij Tasmanië, Nieuw-Zeeland en Tonga, op de tweede bracht hij de noordkust van Australië in kaart.

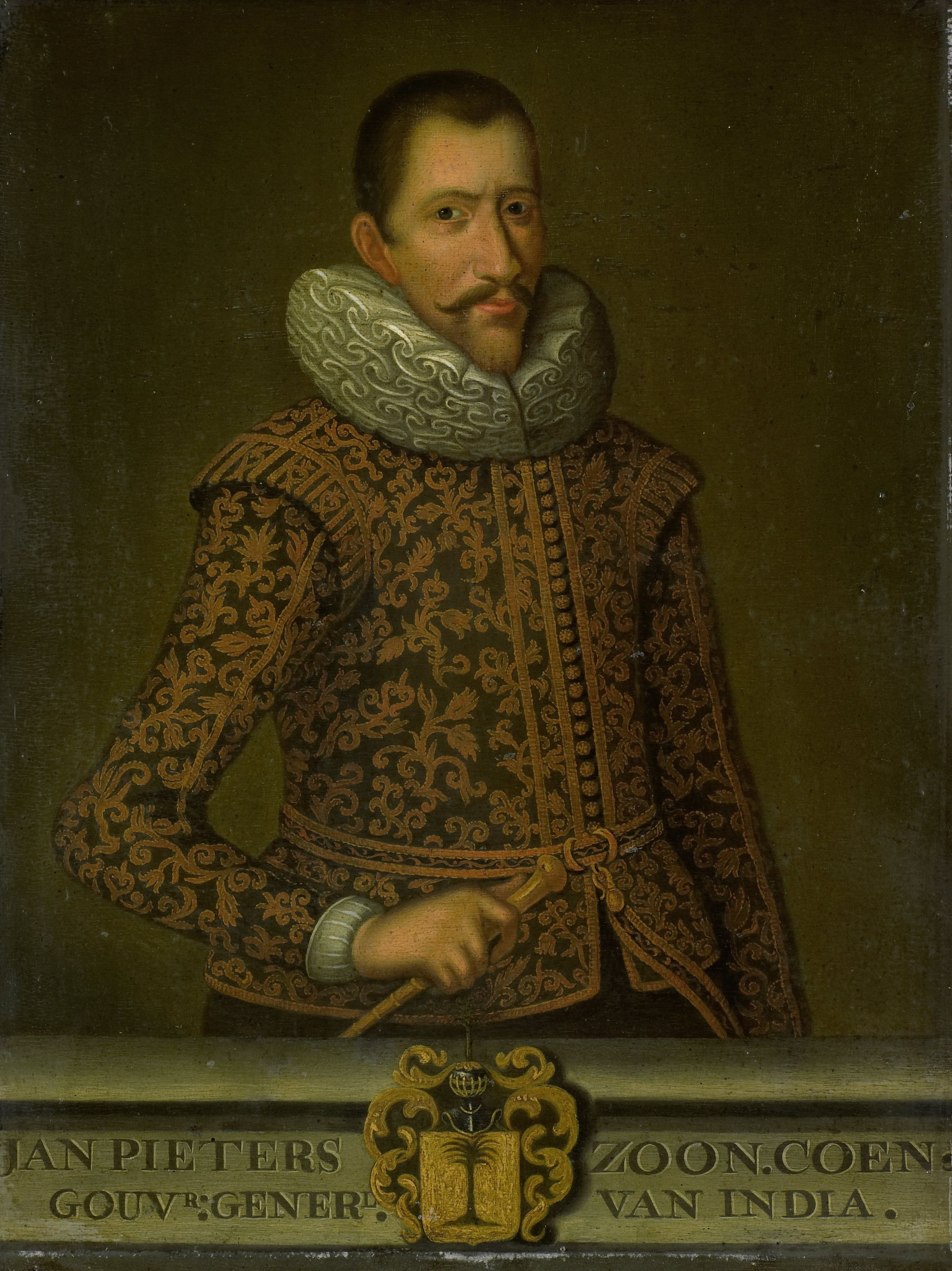
Jan Pieterszoon Coen gaf leiding aan de massaslachting op de Banda-eilanden

De VOC probeerde niet zozeer te koloniseren, maar gunstige contracten af te sluiten met lokale vorsten. Waar dat niet lukte werd hard opgetreden. Zo werd de plaatselijke bevolking van de Banda-eilanden, die van Melanesische afkomst was, door de Nederlanders volledig uitgemoord onder leiding van Jan Pieterszoon Coen. De eilanden werden herbevolkt met kolonisten van elders in Indië die de nootmuskaatplantages huurden van de VOC, die nu het monopolie op de handel in nootmuskaat in handen had.
Ook bij toeval werden ontdekkingen gedaan. In navolging van Hendrik Brouwer, die deze route in 1611 ontdekte, kregen de VOC-kapiteins de opdracht om vanaf Kaap de Goede Hoop naar Java eerst oostwaarts te varen en pas als de juiste lengtegraad was bereikt naar het noorden af te buigen. Omdat het in die tijd nog eigenlijk onmogelijk was op zee lengtegraden vast te stellen, kwam het wel voor dat de kapiteins te ver doorvoeren, en op de westkust van Australië stuitten. De eerste die dit overkwam, was Dirk Hartog in 1616. Uiteindelijk zouden de hele westkust en een groot deel van de zuidkust door de VOC-kapiteins in kaart worden gebracht.
Na 1650 nam de Nederlandse belangstelling voor ontdekkingsreizen duidelijk af. De belangrijkste uitzondering was Jacob Roggeveen, die in 1721 op weg ging om het onbekende Zuidland te ontdekken, een continent waarvan men dacht dat het in de zuidelijke Stille Oceaan moest liggen. Het Zuidland ontdekte hij niet, maar wel Paaseiland met zijn mysterieuze beelden.
Op 6 april 1652 stichtte Jan van Riebeeck in opdracht van de VOC een verversingsstation bij Kaap de Goede Hoop. Schepen van de VOC op weg naar Nederlands-Indië konden hier vers water, groente en fruit inslaan. Dit zou uitgroeien tot Kaapstad en de latere Kaapkolonie, hoewel de VOC het verboden had om gebieden te koloniseren.
Een speciale relatie had de VOC met Japan: van 1641 tot 1853 waren de Nederlanders de enige westerlingen die in Japan handel mochten drijven. Hiervoor gebruikten ze als thuisbasis het kunstmatige eiland Dejima in de haven van Nagasaki.
De handel met het Oosten zorgde voor een scheve handelsbalans. Aangezien er in Azië weinig interesse bestond voor Europese producten, moest de handel vaak betaald worden met goud en zilver. Het kostbare opium bleek daarvoor een goed alternatief te zijn. Vanaf het midden van de zeventiende eeuw werd Batavia het centrum van de opiumhandel van de VOC. Het grootste deel van de uit Bengalen ingevoerde opium werd daar verkocht aan speculanten en kleine handelaren, veelal Chinezen, die de opium verder verhandelden en vervoerden naar de eilanden van de archipel en China. Toen de VOC in 1676 het monopolie op de handel in opium verkreeg van de sultan van Mataram (Java), nam de handel beduidende vormen aan. In 1745 werd hiervoor de Sociëteit tot den Handel in Amfioen opgericht. Nadat de Britten in 1756 de Bengalen, waar de opium werd geproduceerd, hadden veroverd, had de Britse Oost-Indische Compagnie een monopolie op de opiumhandel.

### West-Indië

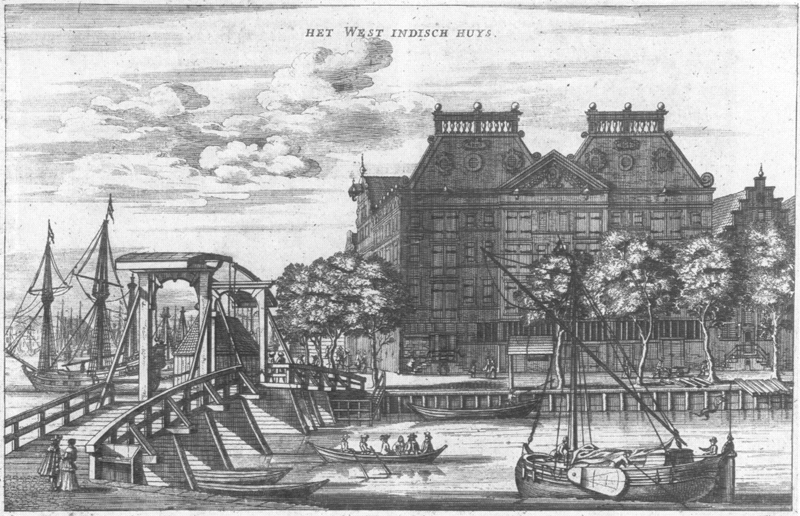
Het West-Indisch Huis op Rapenburg, gebouwd in 1642. Oorspronkelijk opslagplaats en slachthuis, vanaf 1654 zetelden er ook de bewindhebbers. De bewindhebbers verhuisden in 1674 naar de Voetboogdoelen

Een opmerkelijk feit gezien de vooraanstaande positie van de Nederlanden in de handel en scheepvaart binnen Europa, was de grote afwezigheid in het Atlantische gebied. Pas aan het einde van de zestiende eeuw begon Nederland deel te nemen aan deze handel. Een van de oorzaken hiervan waren de beperkingen die Filips II oplegde aan de handel van de Lage Landen binnen Europa. Een andere reden was dat de handel binnen Europa zijn verzadigingspunt had bereikt en dat men verder moest kijken om uitbreiding te realiseren. Daarnaast was een belangrijke impuls in die tijd de immigratie van vele handelaren, geleerden en ambachtslieden uit het door Filips II in 1585 veroverde en geplunderde Antwerpen. Dit zorgde voor een grote toename van kennis en kapitaal nodig voor expedities naar verre oorden in het Atlantische gebied. Een van de geleerden die zich in Amsterdam vestigden in die tijd, was Petrus Plancius, een Vlaamse predikant die zich ook bezighield met het maken van kaarten, globes en zeevaartkundige instrumenten.
In 1609 landde Henry Hudson al op de kust van het latere Nieuw-Nederland in zijn zoektocht naar de Noordwestelijke Doorvaart naar Azië in opdracht van de VOC. Omdat de VOC het monopolie had op de handel met de Oost, duurde het nog tot 1621 voordat de handel in de West op gang kwam met oprichting van de West-Indische Compagnie. De handel met de West werd ook vertraagd door de vredespolitiek met Spanje. De Republiek was verwikkeld in de Tachtigjarige oorlog en Spanje bood vrede aan onder voorwaarde dat de Republiek zich zou terugtrekken uit Azië. Raadpensionaris Johan van Oldenbarnevelt bood echter aan om de handel met de West op te schorten in ruil voor een wapenstilstand, het Twaalfjarig Bestand (1609). In 1619 werd Oldenbarnevelt onthoofd en twee jaar later liep de wapenstilstand af, zodat niets de oprichting van de WIC meer in de weg stond.
Piet Hein veroverde in dienst van de WIC tijdens de Slag in de Baai van Matanzas in 1628 de Spaanse zilvervloot. Dit was niet alleen een financiële, maar vooral ook een morele overwinning van de Republiek.
Door oorlog konden de Hollanders geen zout meer uit Portugal halen. Vanaf 1630 werd daarom zout gehaald van Sint Maarten.

### Slavenhandel

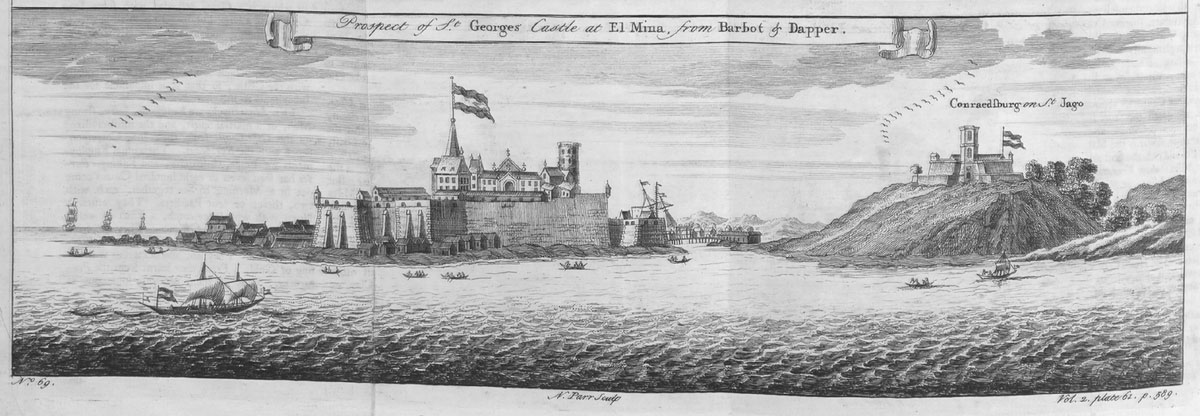
Historisch gezicht op Elmina in de zeventiende eeuw

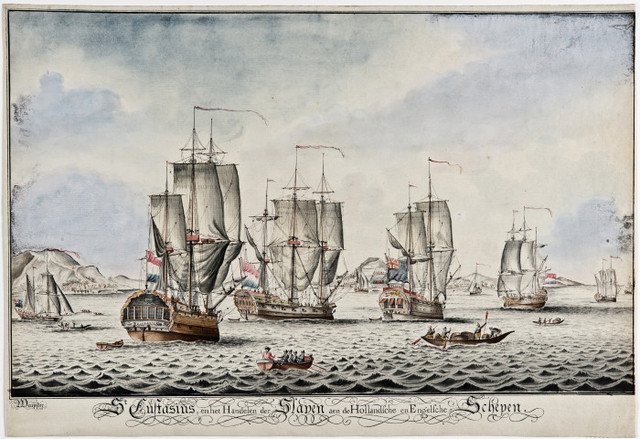
Slavenschepen voor Sint-Eustatius

Al in 1528 werd een asiento afgesloten tussen de Spaanse kroon en de waarschijnlijk Zuid-Nederlandse kooplieden Willem Sailler en Hendrik Eynger om gedurende vier jaar vierduizend slaven van Afrika naar het Caraïbische gebied te brengen. De slavenhandel werd echter aanvankelijk immoreel gevonden in de Nederlanden. Het was tegen de christelijke normen en waarden en aanvankelijk hield men zich hier buiten.
In de strijd tegen de Spanjaarden en de Portugezen werd in het begin gebruikgemaakt van de kaapvaart. Dit was de voornaamste inkomstenbron van de WIC vlak na de oprichting. Tussen 1623 en 1636 werden 547 Spaanse en Portugese schepen gekaapt. Daarna werd het Groot Desseyn ontwikkeld, het grote plan. De Portugese suikerhandel vanuit Brazilië moest ondermijnd worden door de slavenhandel over te nemen. Met de verovering van de zilvervloot in 1628 was er voldoende geld beschikbaar. Tussen 1630 en 1634 werd Recife met een groot deel van de Braziliaanse kust veroverd, dit werd Nederlands-Brazilië. In 1637 werd het eilandje Elmina bij de Goudkust veroverd, het grote Portugese slavenhandelbolwerk. De eeuwen erna zou dit fort een van de centra van de slavenhandel van de West-Indische Compagnie vormen. In 1641 werd ook Luanda veroverd op de Portugezen en begon de Nederlandse slavenhandel grote vormen aan te nemen. Om de suikerproductie in stand te houden, konden veel Portugese plantagehouders hun plantage behouden. Hiervoor waren particuliere slaven nodig. De opvattingen over de slavenhandel bleken rekbaar veranderd; niet-christenen mochten als slaaf worden verkocht met als rechtvaardiging Genesis 9 – waarin de nakomelingen van Cham tot slavernij vervloekt worden.
De schepen van de WIC vertrokken uit de Lage Landen met buskruit, vuurwapens en textiel. Hiervan werden slaven aangekocht van Afrikaanse slavenhandelaren. De slaven werden weer verkocht in West-Indië voor suiker, koffie en cacao. Met die producten voeren de schepen van de WIC vervolgens terug, de driehoeksvaart. Tussen 1500 en 1880 werden door Europeanen zo'n twaalf miljoen slaven van Afrika naar Amerika gebracht. Het aandeel van Nederland hierin was zo'n vijf procent, ongeveer 500.000 mensen. Nadat Brazilië in 1654 heroverd was door Portugal, werd de suikerrietteelt overgebracht naar het Caribisch gebied. Curaçao werd het Nederlandse verzamelpunt voor slaven. Er werden nieuwe afnemers gevonden in de Engelsen en Fransen die tabak verbouwden op de door hen veroverde eilanden in de Caraïben en in Virginia, maar de meeste slaven gingen naar Suriname, dat vanaf 1668 definitief in Nederlandse handen was. In 1662 verkreeg Nederland een asiento (overeenkomst) voor de slavenhandel op de Spaanse gebieden in Amerika en daarmee tussen 1660 en 1690 zo'n 30% van de slavenhandel. De totale aantallen waren echter nog beperkt.
In de achttiende eeuw groeide de slavenhandel enorm. Er waren jaren dat er meer dan honderdduizend slaven werden vervoerd. Frankrijk en Engeland namen de positie over van Nederland, zoals dat ook ging met de overige handel. De slavenhandel bleek ook niet erg winstgevend voor de Nederlanders, in tegenstelling tot de Engelsen. Dit kwam mede door de hoge sterfte onder de slaven op de overtocht. Het kwam voor dat 30% van de slaven stierf aan boord van de schepen. De ellendige omstandigheden die al uit dit cijfer spreken, werden verwoord in een citaat van arts Alexander Falconbridge die meevoer tijdens enkele reizen en abolitionist werd. Zijn An Account of the Slave Trade on the Coast of Africa uit 1788 zou een belangrijke invloed krijgen in het abolitionisme:
Tijdens de reizen die ik maakte was ik vaak getuige van de fatale gevolgen van [de] uitsluiting van frisse lucht. Ik zal een voorbeeld geven, omdat het een beeld overbrengt, hoewel zeer zwak, van het lijden van die ongelukkige wezens die we moedwillig uit hun geboorteland slepen, en veroordelen tot eeuwigdurende arbeid en gevangenschap. Als nat en winderig weer het noodzaakten de patrijspoorten te sluiten en de roosters af te dekken, volgden dysenterie en koorts onder de negers. Terwijl ze in deze situatie waren, bracht mijn beroep mij regelmatig beneden onder hen, tot hun vertrekken zo extreem heet werden, dat het alleen een zeer korte tijd uit te houden was. Maar de extreme hitte was niet het enige dat hun situatie onhoudbaar maakte. Het dek, de vloer van de vertrekken, was dusdanig bedekt met bloed en slijm van de dysenterie, dat het een slachthuis leek. De menselijke verbeelding is niet in staat om een vreselijkere of walgelijkere toestand te bedenken. Vele slaven vielen flauw en werden aan dek gebracht, waar verscheidene stierven en de rest met veel moeite werd hersteld.
Dat de slavenhandel ondanks de lage winstmarges werd voortgezet, kwam onder andere doordat veel handelaren ook belangen hadden in plantages in Suriname. Hiervoor hadden zij de slaven nodig. Het was dus voldoende als er winst werd behaald met de plantage.
Aanvankelijk had de WIC het monopolie op de slavenvaart. Hieraan kwam tussen 1730 en 1738 een einde. Wel dienden de anderen recognitiegelden te betalen aan de WIC. Vooral de Zeeuwen namen daarna de slavenvaart over, waarbij de Middelburgse Commercie Compagnie een belangrijke rol had.
Door de economische recessie van 1773 was er een neergang van de gehele koopvaardij en daaronder ook de slavenhandel. Toen de Republiek wapens en munitie via de kolonie Sint Eustatius aan de rebellen in de Amerikaanse Onafhankelijkheidsoorlog leverde, wekte dit de woede van de Britten. De Vierde Engels-Nederlandse Oorlog mondde uit in een nederlaag en had grote gevolgen voor de Nederlandse koopvaardij en daarmee de slavenvaart. De Britten kaapten veel Nederlandse schepen, waardoor de slavenhandel enorm slonk. In 1784, na de oorlog, werd de slavenhandel weer opgepikt. Dit was echter van korte duur, doordat in 1795 de Fransen Nederland binnenvielen. De Britten kwamen weer in oorlog met de Bataafse Republiek, die nu bondgenoot van de Fransen was. In 1802 werd door de Vrede van Amiens een hervatting van de handel mogelijk, maar toen de Britten de Fransen weer de oorlog verklaarden in 1803 kwam het einde van Nederlandse slavenhandel. Zoals in de periode van 1799 tot 1802 kwamen de Nederlandse plantages onder Brits protectoraat. Deze werden ook voorzien van slaven door Britse slavenhandelaren. Ondertussen had het Verenigd Koninkrijk de slavenhandel verboden. Toen Willem I terugkeerde uit ballingschap, stemde hij de Britten gunstig door geen toestemming te geven voor een voortzetting van de slavenhandel. Hierdoor waren ze bereid om de Nederlandse gebieden die tijdens de oorlogen onder Brits protectoraat waren gekomen, weer terug te geven. Uiteindelijk werd de Nederlandse slavenhandel in juni 1814 afgeschaft.

### Leven aan boord
De scheepvaart werd in de Nederlanden beschreven in gedichten als Hymnvs, Ofte Lof-Gesangh, Over de wijd-beroemde scheeps-vaert der Vereenighde Nederlanden. en Het lof der zee-vaert. van Joost van den Vondel en Der Zeevaert Lof van Elias Herckmans, hoewel dit laatste meer een historisch dan dichterlijk werk is. Het leven aan boord was echter verre van romantisch. De bemanning van een spiegelretourschip was ook veel groter dan die van een kogge een paar eeuwen eerder en later de fluit. Bestond de bemanning van een kogge vaak uit familieleden en bekenden, een VOC-schip was daar te groot voor. Daarmee deed de matroos in loondienst zijn intrede. Aangezien de werkomstandigheden vaak slecht waren en door de lange reizen veel scheurbuik voorkwam, had dit een proletarisering van de bemanning ten gevolge had.

### Scheepsbouw

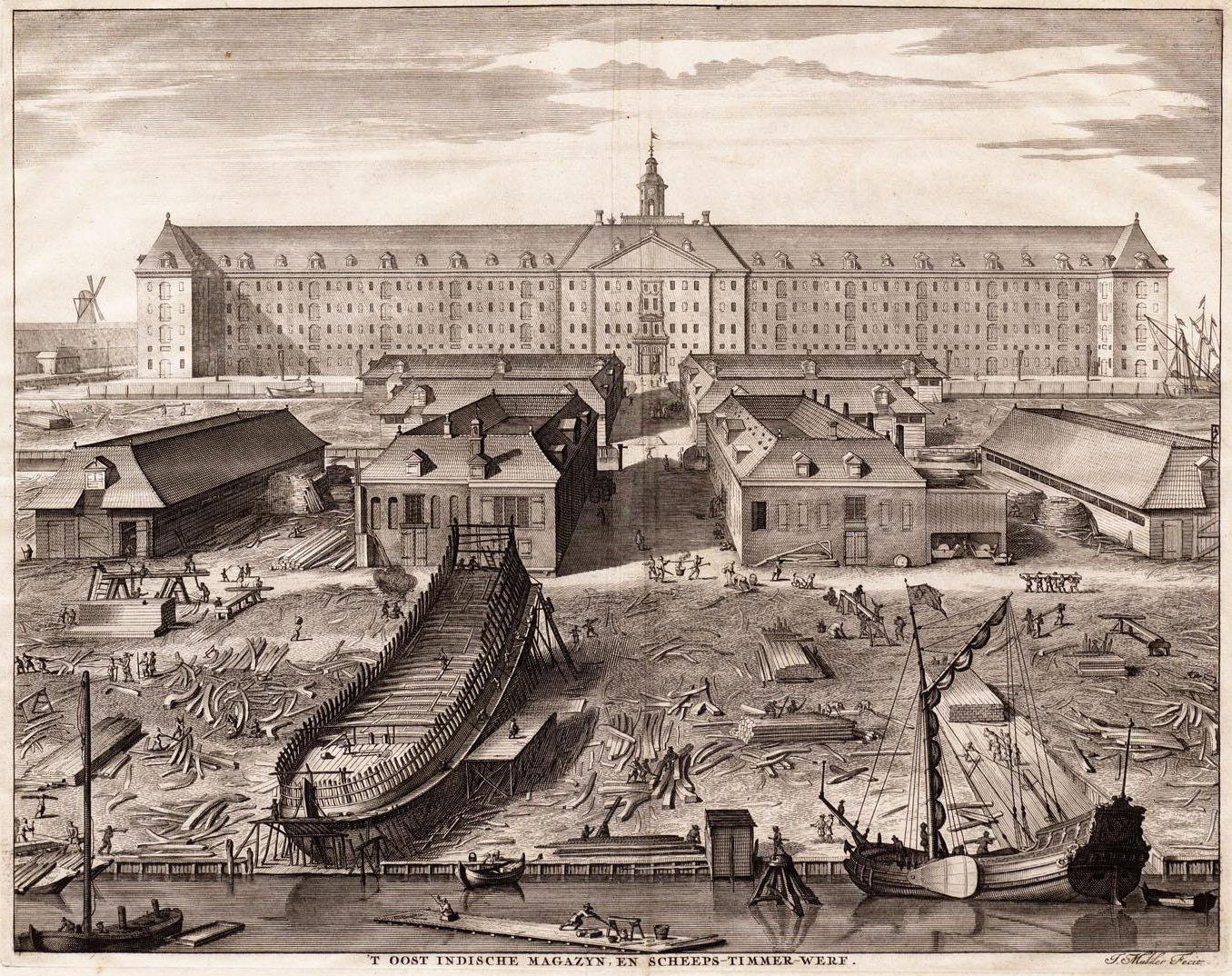
Het scheepswerfterrein van de VOC op Oostenburg in Amsterdam

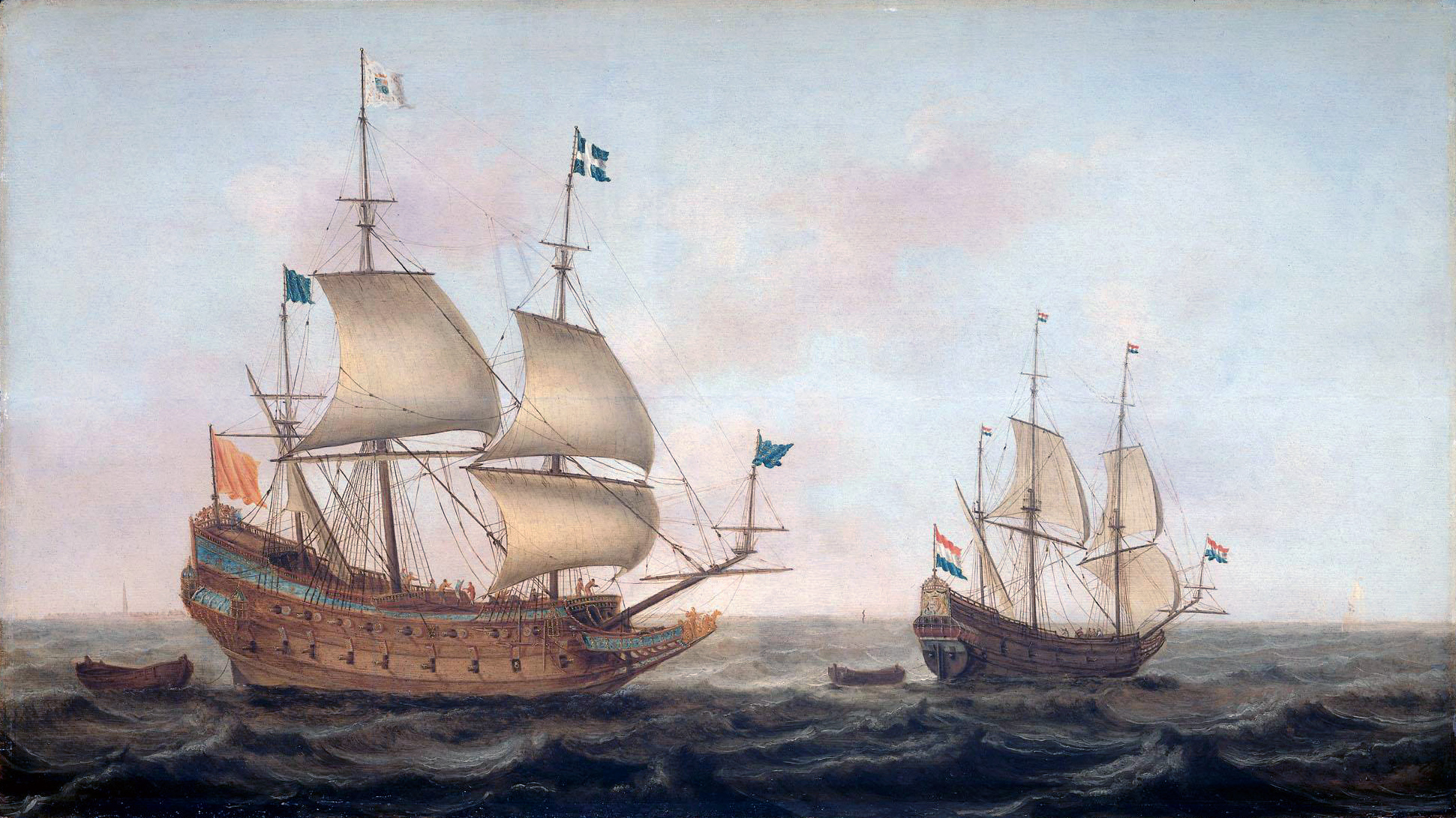
Een oorlogsschip, in 1626 op last van Lodewijk XIII op een Hollandse werf gebouwd, stevent onder geleide van een Hollands schip een Hollandse haven binnen, Jacob Gerritz. Loef

De Nederlandse scheepsbouw was toonaangevend in die dagen en veel andere Europese landen lieten Nederlandse scheepsbouwers overkomen om aan de opbouw van hun vloot te werken of lieten de schepen in Nederland bouwen. Dat gebeurde bijvoorbeeld in 1618 door Venetië dat twaalf schepen kocht van de Nederlanders. Koning Gustaaf II Adolf Vasa van Zweden gaf in 1625 opdracht een viertal oorlogsschepen te bouwen, waaronder de driemaster Vasa, onder leiding van de Nederlandse scheepsbouwer Hendrik Hybertsson. Deze kapseisde en zonk echter in 1628 tijdens de proefvaart door een gebrek aan stabiliteit.
Lodewijk XIII van Frankrijk liet onder invloed van Richelieu in 1626 vijf oorlogsschepen bouwen op Nederlandse werven. De bojaar Afanasy Ordin-Nashchokin liet Nederlandse scheepsbouwers naar Dedinovo komen. Hier werden tussen 1667 en 1669 vier schepen gebouwd; de 22-kanonsgalei Орёл (Arend) en drie kleinere schepen.
Nicolaes Witsen schreef Aeloude en hedendaegsche Scheepsbouw en Bestier in 1671. Dit was een boek over scheepsbouw dat al gauw als standaardwerk werd gezien. Hierdoor ontstond een correspondentie met tsaar Peter de Grote, die zijn vloot wilde moderniseren naar West-Europese standaard. Dit leidde tot de bestelling van een aantal oorlogsschepen voor Rusland bij Amsterdamse werven. Vervolgens verkreeg hij door middel van een oekaze het recht op Rusland handel te drijven. In 1697 regelde Witsen een incognito stage voor de tsaar op scheepswerven in Zaandam en Amsterdam tijdens diens Grote Ambassade. In 1698 logeerde de tsaar bij hem thuis.
Een ander belangrijk boek over de scheepsbouw was het in 1697 gepubliceerde De Nederlandsche Scheeps-bouw-konst Open Gestelt van scheepsbouwmeester Cornelis van Yk.

## Na de Gouden Eeuw
Hoewel de koopvaardijvloot van grote omvang bleef, begon hierna de neergang van de Nederlandse zeevaart. In de achttiende eeuw namen Friese schippers de dominante rol van de Hollanders over, in de tweede eeuwhelft gevolgd door Groningers.
De Bataafse Revolutie van 1795 geldt als het einde van de Nederlanden als grote mogendheid. Kenmerkend was het faillissement van de VOC in 1798. De Britten verkregen de heerschappij over zee, wat met de Slag bij Trafalgar in 1805 bezegeld werd.
De doodsteek voor de Nederlandse koopvaardij en voor Amsterdam was de invoering van het continentaal stelsel in 1806 door Napoleon als embargo tegen Groot-Brittannië. Al in 1795 hadden de Fransen de Amsterdamse haven gesloten, waarna veel bewoners vertrokken en de stad verviel.
Na de Franse tijd was er niet veel over van de Nederlandse scheepvaart. Amerikaanse en Britse schepen voeren op Nederlandse handelsroutes, terwijl Londen de rol van financieel wereldcentrum had overgenomen van Amsterdam. De eerste die weer een schip kon laten uitvaren na deze periode, was Anthony van Hoboken, die later uit zou groeien tot de grootste reder van Nederland.
Eeuwenlang moesten schepen die van Amsterdam naar zee voeren, over de Zuiderzee en dan via het Marsdiep tussen Texel en het vasteland of door het Vlie tussen Terschelling en Vlieland naar buiten. Het kon soms dagen duren voordat de schepen buitengaats waren. Bij ongunstige wind waren de nauwe zeegaten moeilijk te bezeilen. Van Rotterdam uit was het nog minder eenvoudig. De gebruikelijke route was oostwaarts via de Noord naar Dordrecht en vandaar via de Dordtsche Kil naar het Hollandsch Diep. Daar kon men kiezen tussen de route benoorden Goeree, via het Haringvliet en het Goereese Gat, en die bezuiden Goeree, via het Volkerak, de Krammer, de Grevelingen en het Brouwershavense Gat.
Dit was behoorlijk omslachtig en daarnaast begon rond deze tijd Pampus, de geul tussen de Zuiderzee en het open IJ, steeds meer dicht te slibben. Sommige schepen moesten hun waren op de rede van Marken deels in lichters overladen om Amsterdam te kunnen bereiken. Andere werden in scheepskamelen geplaatst en door middel van zeilende sleepboten over de ondiepte heengetrokken. Willem I en Johannes Goldberg zorgden voor een stimulans van industrie en infrastructuur. Kanalen werden gegraven, zoals het Apeldoorns Kanaal, het kanaal Gent-Terneuzen en de Zuid-Willemsvaart. Om de toegang tot Amsterdam en Rotterdam te verbeteren werden het Noordhollandsch Kanaal en het kanaal door Voorne aangelegd, hoewel dit niet erg effectieve kanalen bleken. Met de ontwikkeling van de stoomvoortstuwing werden de schepen steeds groter. Daarom werd in 1865 begonnen met de aanleg van het Noordzeekanaal. Dit bleef na de opening in 1876 nog bijna vijftig jaar het grootste kanaal ter wereld. Ook Rotterdam kreeg een betere verbinding met de zee. Van 1866 tot 1872 werd de Nieuwe Waterweg gegraven, zodat Rotterdam een rechtstreekse verbinding met de zee kreeg.
Het herstel verliep aanvankelijk moeizaam. Het Verenigd Koninkrijk had weliswaar Nederlands-Indië weer overgedragen aan Nederland, maar ze hadden er wel een aandeel in de scheepvaart op Java aan overgehouden. Pas met de oprichting van de Nederlandsche Handel-Maatschappij (NHM) in 1824 begon de scheepvaart weer toe te nemen. Na de Java-oorlog werd in 1830 het cultuurstelsel ingevoerd. Door het consignatiestelsel werden de opbrengsten van het cultuurstelsel in bewaring gegeven aan de NHM die de winsten naar de Nederlandse schatkist overhevelde. Daarvoor werden Nederlandse schepen gebruikt door de NHM, die hiervoor een zeer goede prijs betaalde. Ook werd nieuwbouw gesubsidieerd. Hierdoor nam de vaart op Java – waar veel thee werd gehaald – enorm toe en werden in hoog tempo nieuwe schepen gebouwd. Rond 1850 stond Nederland – na het Verenigd Koninkrijk, de Verenigde Staten en Frankrijk – weer op de vierde plaats met zo'n 1800 zeeschepen, waaronder een dozijn stoomboten.
Daarnaast was er de veenkoloniale zeevaart. Ontstaan uit de turfvaart voeren Groninger schippers steeds verder over de wereld met hun kofschepen en schoenerbrikken.
Vanaf 1848 brak een periode van grote bloei aan. Dit kwam onder andere door de grote vraag naar graan en rijst nadat de aardappelziekte in de jaren 1845-1852 voor de Ierse aardappelhongersnood had gezorgd. Daarnaast werden in 1849 Engelse Scheepvaartwetten afgeschaft. De vraag naar scheepsruimte werd verder opgestuwd door de Krimoorlog van 1853 tot 1856.
Door de economische crisis van 1857 stortte de vrachtenmarkt in, wat leidde tot een achteruitgang van de Nederlandse scheepvaart. Naar aanleiding daarvan werd in 1874 de Parlementaire enquête naar de Nederlandse koopvaardij gehouden.

### Klippers
Met de komst van de stoomschepen viel paradoxaal genoeg een glorietijd samen voor het zeilschip met de komst van de klipper. Dit scheepstype was ontstaan uit de schoener in koloniaal Amerika voor de slavenhandel en kostbare, relatief lichte lading. Rond de Amerikaanse Onafhankelijkheidsoorlog, toen snelzeilen een noodzaak was om te overleven in de kaapvaart, werd veel gebruikgemaakt van de klipper. De Baltimore clipper werd een begrip. Het waren scherpe, relatief smalle schepen die door hun grote diepgang scherp aan de wind konden zeilen. In plaats van de gebruikelijke drie razeilen boven elkaar, hadden deze schepen er vijf of zelfs zes.
Nederland heeft tussen 1850 en 1890 zo'n 150 klippers gehad, die vooral op Java voeren, maar ook wel op de westkust van Amerika en op Australië. De definitie verschilt nogal eens, zodat niet geheel duidelijk is wat de eerste in Nederland gebouwde klipper is. Zo bouwde Fop Smit in 1853 de eerste ijzeren klipper, de California van 663 ton voor de rederij Louis Bienfait & Zn. Op de eerste reis voer kapitein Jaski in 86 dagen van Duins naar Port Adelaide.
Bij een tentoonstelling in Amsterdam in 1852 toonde de Nederlandse luitenant ter zee der 1e klasse M.H. Jansen een model van een middelgrote klipper dat hij van de scheepsbouwers Perrine, Patterson & Stapel had verkregen. Hierna gaf de rederij van de Gebr. Blussé de werf van C. Gips en Zn. te Dordrecht opdracht tot de bouw van wat de eerste echte Nederlandse klipper wordt genoemd, de Kosmopoliet. Het werd op 29 november te water gelaten en enige maanden later was het voltooid. De klipper van 758 ton maakte een reis van Hellevoet naar Bantam in 86 dagen en van Hellevoet naar Batavia in 74 dagen. Dat waren zeer hoge snelheden voor schepen zonder mechanische voortstuwing.
Andere bekende klippers waren de Kosmopoliet II uit 1862 en de Noach I tot VI van Fop Smit. De Noach I voer in iets meer dan 65 dagen van Anjer aan Straat Soenda tot The Lizard in het Kanaal.
Vele Nederlandse klippers maakten reizen om de wereld. Ze kwamen geregeld in Noord- en Zuid-Amerika, ook aan de westkust. Daarnaast onderhielden ze de verbinding met Nederlands-Indië en haalden thee uit Kanton. Ze voeren met landverhuizers van Engeland naar Australië, waarvandaan ze met graan terugkeerden.
Het einde van de klipper kwam geleidelijk met de introductie van stoomschepen. Hoewel de klippers doorgaans sneller waren dan hun nieuwe concurrenten, bleven ze wel afhankelijk van de wind. Stoomschepen hadden als grote voordeel dat hun dienstregelingen veel betrouwbaarder waren. De uiteindelijke nekslag kwam met de opening van het Suezkanaal waardoor de stoomschepen een veel kortere route konden varen. Het kanaal was voor zeilschepen moeilijk te bezeilen omdat het zo smal is. De smalle klippers met hun geringe laadruimte verdwenen.
Tegenwoordig heeft Nederland weer een klipper, namelijk de Stad Amsterdam, die in 2000 is gebouwd door de Oranjewerf van Damen.

## Mechanisatie
In Nederland werd de stoomvoortstuwing pas relatief laat ingevoerd en dan nog in beperkte mate. De Britse Defiance was het eerste stoomschip dat Nederland aandeed, in 1816. In 1817 voer de Prins van Oranje enkele weken tussen Rotterdam en Antwerpen.
Gerhard Mauritz Roentgen zag de grote mogelijkheden van de stoommachines en pleitte voor de inzet van stoomschepen in Nederland. Hij trok in 1823 de aandacht van koning Willem I met zijn inzichten over het gebruik van stoomscheepvaart op de Nederlandse binnenwateren. De koning benoemde hem tot adviseur voor zaken van werktuigkunde. In die functie vertrok hij naar Groot-Brittannië, waar hij eerder heen was gestuurd om daar de moderne scheepsbouw te bestuderen, nu op een geheime missie. Zijn rapportage in 1824 was de verhandeling Memorie over het nut, dat uit de toepassing van stoomwerktuigen op schepen van oorlog zou kunnen getrokken worden. In 1825 werd hij voor zijn verdiensten benoemd in de Orde van de Nederlandse Leeuw. De rapporten van Roentgen leidden tot grote veranderingen binnen de marine en waren het begin van de modernisering van de Nederlandse scheepsbouw. Zijn pleidooi om schepen geheel uit ijzer te vervaardigen, of op zijn minst het deel boven de waterlijn met ijzer te pantseren, viel slecht bij de commissie die zijn aanbevelingen moest beoordelen. Desondanks kreeg hij buitengewoon eervol ontslag bij de marine.
Een Nederlandse rederij die dankzij de medewerking van koning Willem I wel succes had, was Van Vollenhoven, Dutilh & Co. In 1823 begon deze met de Nederlander een dienst van Rotterdam op Antwerpen. De Wilhelmina, in 1821 in Engeland gebouwd naar ontwerp van G.M. Roentgen, was het eerste stoomveerschip en voer tussen Moerdijk en de Dordtse Kil.
In 1823 werd de Nederlandsche Stoomboot Maatschappij opgericht door onder anderen Roentgen en in 1825 de Amsterdamsche Stoomboot Maatschappij door Paul van Vlissingen. Maar het echte begin van de stoomvaart was in 1854 toen de Koninklijke Nederlandse Stoomboot-Maatschappij werd opgericht. Pas na de opening van het Suezkanaal in 1869 stapten de Nederlandse rederijen echt over op stoom. De Stoomvaart-Maatschappij Nederland werd opgericht in 1870 en de Stoomboot Rederij Rotterdamsche Lloyd in 1875. Na 1890 beleefde de scheepvaart weer een sterke groei.
In 1871 werd de vennootschap Plate, Reuchlin & Co opgericht door Antoine Plate F.jn en Otto Reuchlin met als doel een rechtstreekse verbinding met Amerika, uitgevoerd met stoomschepen. In 1873 werd dit omgezet in de Nederlandsch-Amerikaansche Stoomvaart Maatschappij (NASM). Omdat in het spraakgebruik de naam Holland-Amerika Lijn (HAL) gebruikelijk was geworden, voegde de NASM deze naam op 15 juni 1896 aan haar statutaire naam toe. De trans-Atlantische verbinding Rotterdam-New York bestond van 1873 tot 1978 en speelde een grote rol in de landverhuizingen van Europa naar Amerika. De maatschappij bediende ook vrachtlijnen, maar als bijzaak.

### Koninklijke Marine
Tijdens de Franse tijd (1795-1813) was er een verdere achteruitgang van de marine. Oranjegezinde officieren werden geweerd. Wel werden de vijf admiraliteiten vervangen door een centrale organisatie, later ministerie, zetelend in Den Haag. Uiteindelijk resteerde een bescheiden en neutrale rol, die zich voor de marine in de negentiende en het begin van de twintigste eeuw vooral beperkte tot patrouilletaken in de Indische wateren, buiten de Bombardementen op Algiers.

### Twintigste eeuw
|   | Naam                                             | Aantal schepen | Tonnage in brt |
| - | ------------------------------------------------ | -------------- | -------------- |
| 1 | Stoomvaart Maatschappij Nederland                | 39             | 251.622        |
| 2 | Rotterdamsche Lloyd                              | 31             | 183.500        |
| 3 | Holland-Amerika Lijn                             | 23             | 183.060        |
| 4 | Koninklijke Paketvaart Maatschappij              | 92             | 161.364        |
| 5 | Koninklijke Nederlandsche Stoomboot Maatschappij | 46             | 90.667         |
| 6 | Koninklijke Hollandsche Lloyd                    | 12             | 70.150         |
| 7 | Java-China-Japan Lijn                            | 11             | 60.808         |
| 8 | Van Nievelt Goudriaan & Co                       | 20             | 50.283         |
|   | Totaal acht rederijen                            | 274            | 1.051.454      |

Het eerste Dieselmotorschip was ook het eerste dieselelektrische schip, de riviertanker Vandal uit 1903. De Nederlandse tanker Vulcanus uit 1910 was het eerste zeegaande motorschip. In de decennia daarna zou de dieselmotor steeds grotere vermogens produceren met een grotere efficiëntie dan de stoomturbine, waardoor rond 1960 de meeste schepen met een dieselmotor werden gebouwd. Het zou tot de oliecrisis van 1973 duren voordat er afgestapt werd van het gebruik van stoomturbines op grote schaal, dit was het begin van het einde van het stoomtijdperk. Tegenwoordig maakt 99% van de schepen gebruik van dieselmotoren voor de voortstuwing. De stoomturbine wordt tegenwoordig alleen nog gebruikt bij schepen met atoomvoortstuwing.
Tijdens de Eerste Wereldoorlog gingen ondanks de Nederlandse neutraliteit 185 schepen verloren. Doordat zoveel vrachtruimte verloren ging door de onbeperkte duikbootoorlog, stegen de vrachtprijzen enorm, zodat het aantrekkelijk was om de schepen in de vaart te houden en zelfs nieuw te bouwen. In 1918 was de Nederlandse grote handelsvaartvloot dan ook 16% groter dan in 1914 en een stuk nieuwer. De Nederlandse Overzee Trustmaatschappij garandeerde dat Nederlandse schepen geen handel vervoerden voor de oorlogvoerende landen, zodat de Entente bereid was de buitenlandse handel toe te staan. Overigens telden de Nederlandse rederijen internationaal maar nauwelijks mee; de grootste rederij ter wereld, de Hamburg-America Line, had 1.260.400 brt in 1913 terwijl er nog negen rederijen waren die meer dan 400.000 brt hadden, waaronder de Belgische Lloyd met circa 450.000 brt.
Na de oorlog was de markt sterk fluctuerend, maar in 1930 sloeg de grote crisis toe. Een van de gevolgen van de beurskrach van 1929 was de afkondiging van de Smoot–Hawley-tariefwet, waarbij op de door in de Verenigde Staten ingevoerde goederen een heffing van 40% werd gelegd. Dit bracht een slag toe aan het vrachtvervoer.
Rederijen in Indië, zoals de Koninklijke Paketvaart Maatschappij, konden zich staande houden, maar in Nederland werd in 1932 de NV ter Behartiging van de Nationale Scheepvaartbelangen (BENAS) opgericht in verband met de steunverlening voor de zeevaart tijdens de crisisjaren. De primaire doelstelling van de BENAS bestond uit kredietverlening voor nieuwbouw, het verstrekken van gagekrediet en de verstrekking van oplegkrediet.
|    | Naam | Aantal schepen | Tonnage in brt |
| -- | --- | -------------- | -------------- |
| 1  | Bataafsche Petroleum Maatschappij (La Corona, Nederlandsch-Indische Tankvaart Maatschappij, Curaçaose Scheepvaart Maatschappij) | 97             | 447.470        |
| 2  | Koninklijke Paketvaart Maatschappij                                                                                             | 129            | 307.847        |
| 3  | Stoomvaart Maatschappij Nederland                                                                                               | 31             | 275.185        |
| 4  | Holland-Amerika Lijn | 22             | 263.751        |
| 5  | Rotterdamsche Lloyd | 29             | 244.545        |
| 6  | Koninklijke Nederlandsche Stoomboot Maatschappij                                                                                | 79             | 194.010        |
| 7  | Vereenigde Nederlandsche Scheepvaartmaatschappij                                                                                | 22             | 143.560        |
| 8  | Java-China-Japan Lijn | 12             | 94.885         |
| 9  | Van Nievelt Goudriaan & Co | 18             | 92.010         |
| 10 | Halcyon Lijn | 12             | 60.298         |
|    | Totaal tien rederijen | 451            | 2.123.561      |

De tankvaart had weinig last van deze crises, juist omdat veel schepen omgebouwd werden van kolenstook naar oliestook.

In 1936 verliet Nederland als een van de laatste landen de gouden standaard, waardoor de Nederlandse gulden sterk in waarde daalde, hetgeen de concurrentiepositie van Nederland zeer ten goede kwam. Voortaan waren Nederlandse schepen weer betaalbaar voor het buitenland. De HAL krabbelde weer op met als symbool de Nieuw Amsterdam; de SMN bracht de Oranje in de vaart, toentertijd het sterkste motorschip met 37.500 aspk. Daarnaast was er ook een sterke kleine handelsvaart, zodat de Nederlandse koopvaardij in een gezonde positie verkeerde aan het einde van de jaren 1930. De kleine handelsvaart was ontstaan uit de veenkoloniale zeevaart. Tot in de twintigste eeuw maakte deze nog gebruik van zeilschepen. Dit was echter niet concurrerend meer, waardoor men overstapte op dieselmotoren. De tussenstap met stoomvoortstuwing werd dus overgeslagen, waardoor men goedkoper kon varen dan de Britse kustvaart die wel veel stoomschepen had.
Tijdens de Tweede Wereldoorlog gingen 525 Nederlandse schepen verloren. Om het verwoeste Europa op te bouwen werd het Marshallplan opgesteld. In verbazingwekkend tempo bleek Europa in staat zich te herstellen. Tijdens de oorlog waren zeer veel liberty-, victory- en Type C3-schepen gebouwd, waarvan Nederland er 170 kocht of in bruikleen kreeg. Ook werd op grote schaal begonnen met nieuwbouw en herstel van herstel van beschadigde schepen. In 1955 was de Nederlandse vloot anderhalfmaal zo groot als in 1939.
De Suezcrisis in 1956 had tot gevolg dat het Suezkanaal enige maanden gesloten was en leidde tot een enorme schaalvergroting in de tankvaart. De haven van Rotterdam speelde op deze ontwikkeling in met de aanleg van het Europoortgebied, dat bereikbaar was voor de grootste zeeschepen. Vanaf 1962 was Rotterdam de grootste haven ter wereld. Dit bleef het tot het begin van de eenentwintigste eeuw. Na de Zesdaagse Oorlog in 1967 werd het Suezkanaal de grens tussen de door Israël bezette Sinaï en de rest van Egypte en als gevolg hiervan bleef het kanaal dicht tot 5 juni 1975. Doordat de schepen nu via Kaap de Goede Hoop moesten varen, was er veel meer scheepsruimte nodig.
In 1966 werd in Rotterdam de eerste container gelost. In 1967 werd in het Eemhavengebied Europe Container Terminals (ECT) geopend. Dit bedrijf groeide uit tot het grootste containeroverslagbedrijf van Europa. De containerisatie zorgde voor een verlies aan banen in de haven. Door de containerisatie en schaalvergroting fuseerden veel rederijen. Van de 619 rederijen in 1965 waren er in 1980 nog maar 235 over.
Zo fuseerden in 1970 de Stoomvaart Maatschappij Nederland (SMN), Koninklijke Rotterdamsche Lloyd (KRL), Koninklijke Java-China-Paketvaart Lijnen (KJCPL) en Vereenigde Nederlandsche Scheepvaartmaatschappij (VNS) tot Nederlandsche Scheepvaart Unie, vanaf 1977 Koninklijke Nedlloyd Groep. In 1980 werd de Koninklijke Nederlandse Stoomboot-Maatschappij overgenomen en was het – buiten de tankvaart – de enige overgebleven grote Nederlandse rederij, nadat de Holland-Amerika Lijn in 1989 door Carnival Cruise Lines was overgenomen. In 1996 werd samengegaan met P&O Containers tot P&O Nedlloyd en in 2005 werd de rederij overgenomen door A.P. Møller-Mærsk om verder te gaan als onderdeel van Mærsk Line.
Aan de Esso Tankvaart Maatschappij kwam in 1982 een einde, terwijl Shell Tankers in 1997 uitgevlagd werd naar het Isle of Man.
De grote overgebleven Nederlandse rederijen zijn nu onder andere Wagenborg en Spliethoff, beide van oorsprong kleine handelsvaartrederijen, net als Seatrade.

### Zeesleepvaart
Een van de eerste mechanisch voortgestuwde schepen die ontstonden, waren de sleepboten. In 1842 bouwde Fop Smit uit Kinderdijk een stoomsleepboot om een sleepdienst te beginnen tussen Helvoet, Brouwershaven, Dordrecht en de Noordzee in opdracht van een aantal reders en verzekeraars. Het bedrijf richtte zich steeds meer op sleepdiensten en bouwde in de loop der jaren een flink aantal sleepboten. In 1900 werd de Internationale Sleepdienst opgericht.
In het begin van de twintigste eeuw was er zware concurrentie tussen L. Smit & Co. en Internationale Sleepdienst. In 1911 begon Joh. F. Wijsmuller met sleepopdrachten. In 1913 kocht hij z'n eerste sleepboot, in 1919 gevolgd door de gehele vloot, gebouwen en bergingsmateriaal van de in liquidatie verkerende rederij van Zurmuhlen & de Graaf in IJmuiden. Onder druk van de concurrentie van Bureau Wijsmuller fuseerden in 1923 Smit en Internationale tot Smit Internationale.
Naast de sleepvaart gingen deze reders zich ook bezighouden met redding van in nood verkerende schepen en berging. In 1922 werd de Rode Zee op de Azoren gestationeerd. Later werd het aantal stations uitgebreid tot een ring rond de Atlantische Oceaan. Bij Land's End, de Azoren, Ferrol, en St. John's, Bermuda, Curaçao, Singapore en Hongkong lagen sleepboten op station. Tegenwoordig, met de steeds veiliger wordende scheepvaart, is dit een te kostbare zaak geworden.
Smit verkreeg in 1956 na de Suezcrisis de opdracht om met Svitzer 41 wrakken te ruimen. Befaamde bergingen zijn onder andere die van de Koersk, samen in een joint venture met de firma Mammoet waarbij de supervisie lag bij Mammoet, en die van de Herald of Free Enterprise.
Nederland bouwde rond de Tweede Wereldoorlog een hegemonie op in de zeesleepvaart. De beroemdste sleepboot is waarschijnlijk de Zwarte Zee van Smit uit 1933. Hoewel de rol van Nederland in de sleepvaart niet meer zo groot is, wordt door het Nederlandse Damen 40% van de sleepboten ter wereld gebouwd.

### Offshore
Op 14 november 1947 werd voor het eerst naar olie geboord op zee, in de Golf van Mexico, voor de Amerikaanse kust, ten zuiden van Morgan City in Louisiana. Aanvankelijk werden afzinkbare platformen gebruikt, maar al snel stapte men over op hefeilanden en voor dieper water op halfafzinkbare platforms en boorschepen.

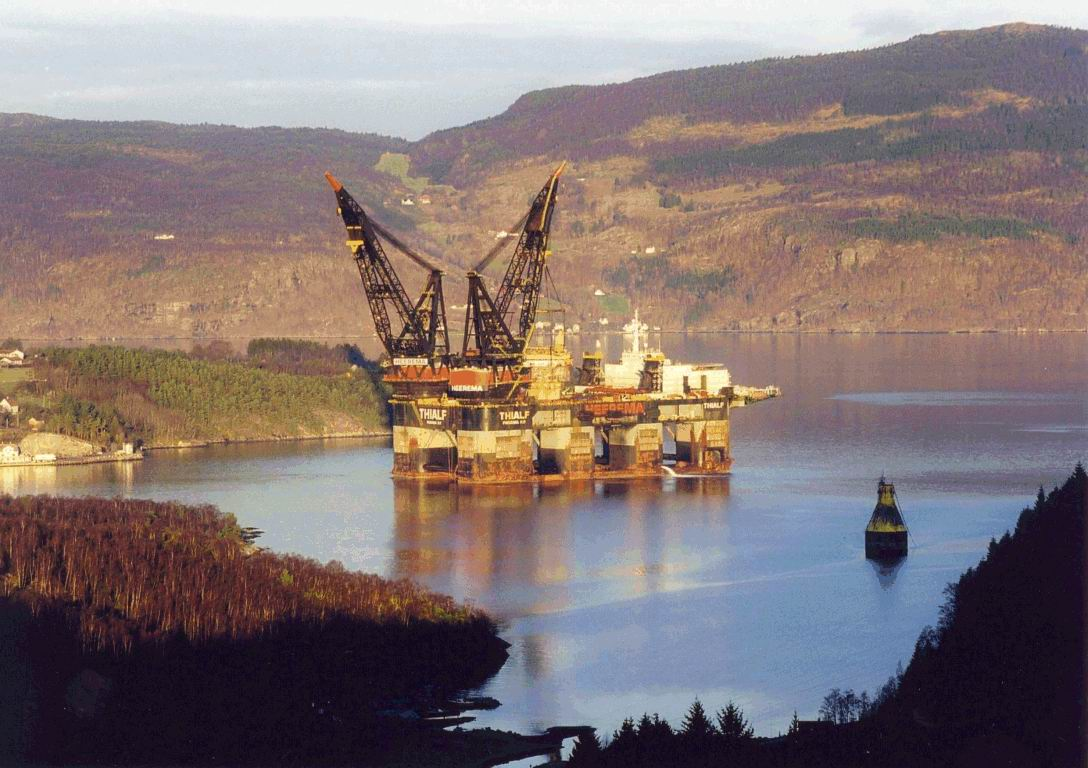
De Thialf in Noors fjord met Fulmar SALM (single anchor leg mooring) boei

De ontwikkelingen op de Noordzee begonnen pas later, mede door de zwaardere weersomstandigheden. In 1958 werd het UNCLOS I-verdrag – tegenwoordig onderdeel van het VN-Zeerechtverdrag – afgesloten. In 1964 trad het in werking, zodat het continentaal plat van de Noordzee verdeeld werd tussen de aangrenzende landen, waarbij het Nederlandse deel zo'n 57.000 km² besloeg, terwijl de oppervlakte van Nederland zelf slechts 41.528 km² bedraagt. Toen op 29 mei 1959 in Kolham de Slochterse gasbel werd ontdekt, rees het vermoeden dat ook in de Noordzee aardgas zou zijn te vinden. Dit werd bevestigd toen op 17 september 1965 het hefeiland Sea Gem gas aanboorde in een concessieblok van BP. In hetzelfde jaar bouwde Grootint een jacket dat door de combinatie Brown & Root-Heerema geïnstalleerd werd met het kraanschip Global Adventurer, niet zonder problemen. Vele proefboringen later dacht men dat winning beperkt zou blijven tot gas in de zuidelijke Noordzee, maar met de vondst van de enorme Ekofisk- en Forties-velden bleek er in het Britse en Noorse deel ook veel olie aanwezig. Om dit rendabel te kunnen winnen in de zware omstandigheden op de Noordzee, hield de lage olieprijs veel investeringen tegen. Dit veranderde toen op 6 oktober 1973 de Jom Kipoeroorlog uitbrak. Toen de OPEC een olie-embargo instelde voor de Verenigde Staten en Nederland met de oliecrisis van 1973 tot gevolg, bleek dit een enorme stimulans voor de offshoresector.
Een omwenteling bracht het halfafzinkbare kraanschip (semi). In de Golf van Mexico lieten de weersomstandigheden het toe om met kranen op pontons te werken, maar voor de Noordzee waren deze te gevoelig voor zeegang met een beperkt aantal werkbare dagen tot gevolg. De scheepsvorm van de Global Adventurer en kraanschepen daarna was al een verbetering, terwijl het aantal werkbare dagen met halfafzinkbare kraanschepen verder steeg. In 1969 bouwde Van der Giessen-de Noord de Choctaw I, een gecombineerd kraanschip/ pijpenlegger. Er volgden hierna een aantal van deze hybrides, maar dit bleek niet ideaal. Veel van deze schepen hadden te weinig stabiliteit bij het hijsen van grote gewichten over de zij. Het in 1967 opgerichte Netherlands Offshore Company (NOC) bracht in 1978 de Narwhal in de vaart, de eerste semi die volledig als kraanschip ontworpen was. Deze werd gevolgd door Heerema met de Balder en de Hermod. Vanwege financiële problemen werden de schepen van NOC verkocht aan McDermott, waarmee NOC ophield te bestaan. De Balder en de Hermod konden echter met hun grote kranen projecten afronden in enkele weken waar eerder een heel zomerseizoen over werd gedaan. Daarmee maakte men het niet alleen onmogelijk op de Noordzee voor de concurrenten, maar ook voor de eigen oudere kraanschepen, die daarop in andere delen van de wereld werden ingezet.
In 1985 kwam de DB-102 in de vaart voor McDermott, met twee kranen met een capaciteit van 6000 ton elk, en daarmee het grootste kraanschip tot dan toe. Midden jaren 1980 was de hausse in de offshore echter over, waardoor samenwerkingsverbanden ontstonden. In 1988 werd een joint venture tussen Heerema en McDermott gevormd, HeereMac. In 1997 nam Heerema de DB-102 over van McDermott na beëindiging van de joint venture. Het schip werd omgedoopt in Thialf en na een upgrade in 2000 tot tweemaal 7100 ton werd dit wederom het grootste kraanschip ter wereld, nadat de in Nederland ontworpen Micoperi 7000 deze titel eerder had overgenomen. In 2019 werd deze titel overgenomen door de Sleipnir van Heerema met twee kranen van 10.000 ton.
Nedlloyd stapte in de olieboring met Neddrill, maar deed dit bedrijf in 1996 over aan Noble. Het in 1947 opgerichte NAM was een van de bedrijven die concessies verkreeg om te produceren op de Noordzee.

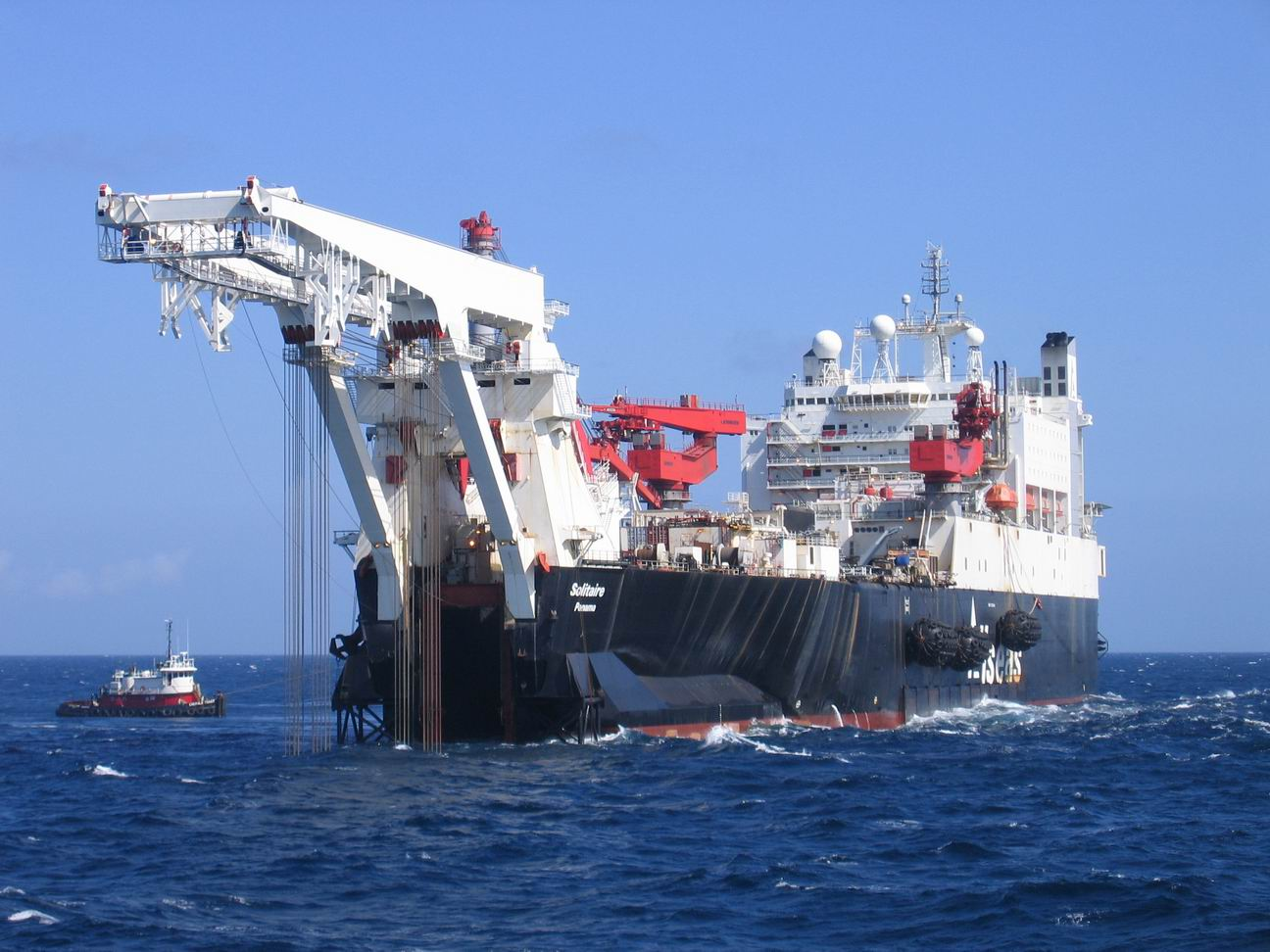
Allseas' Solitaire, het grootste pijplegschip ter wereld tot de komst van de Pioneering Spirit

In 1985 richtte Edward Heerema Allseas op, gefinancierd met enkel een banklening. Zes jaar later werd hij uit het familiebedrijf Heerema uitgekocht door zijn broer Pieter Heerema. Allseas zou uitgroeien tot de toonaangevende pijpenlegger, met onder andere het grootste pijplegschip ter wereld, de Pioneering Spirit.
Hugo Heerema nam in 1994 Bluewater over van Willem J. van Heist, die het in 1978 opgericht had. Bluewater richt zich onder andere op FPSO's en SPM's.
Ter ondersteuning van de olieplatformen waren bevoorradingsschepen nodig. Hiertoe werd op 10 november 1964 Smit-Lloyd opgericht door de Rotterdamse Lloyd en Smit Internationale. In 1996 werd Smit-Lloyd verkocht aan Seacor. In 1985 bestelde Smit de Smit Semi 1 en Smit Semi 2 naar ontwerp van Marine Structure Consultants bij Van der Giessen-de Noord die in 1987 en 1988 opgeleverd werden. Dit waren semi's die speciaal uitgerust waren als duikondersteuningsschip.
Naast de olie-industrie worden er tegenwoordig ook windmolenparken offshore gebouwd, zoals NoordzeeWind door Bouwcombinatie Egmond (BCE), een samenwerking tussen Ballast Nedam en Deense windturbinebouwer Vestas.

### Zwaar zeetransport

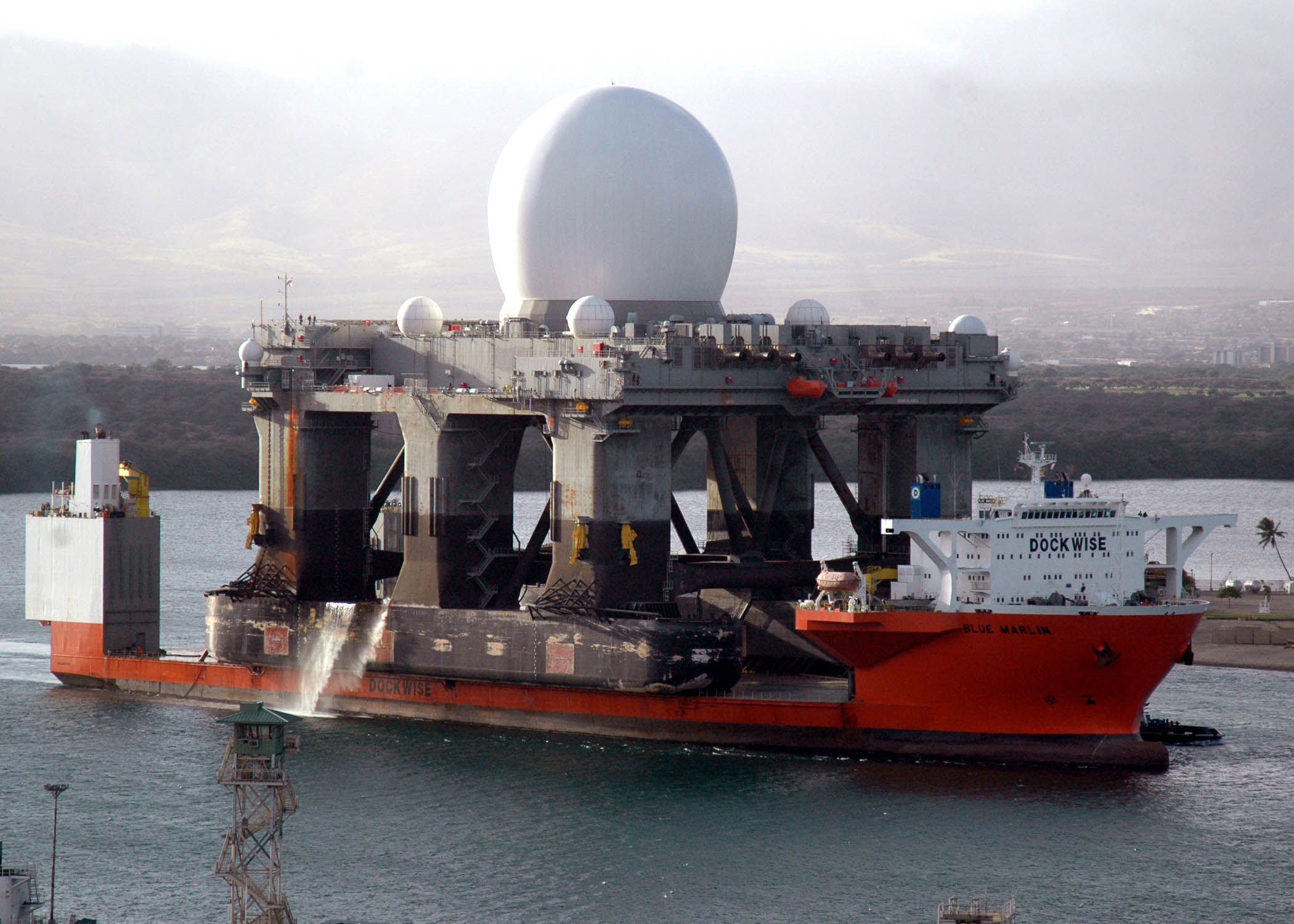
De Sea-Based X-Band Radar arriveert in Pearl Harbor op 9 januari 2006 op weg naar Adak Island, Alaska, getransporteerd door de Blue Marlin

Hoewel de rol van Nederland in de scheepvaart niet meer zo groot is, hebben een aantal rederijen een sterke positie in nichemarkten. Dat is onder andere zo in het zwareladingtransport over zee.
Jumbo Shipping ontstond toen in 1956 de eerste Stellaprima werd aangeschaft, een coaster voorzien van vier voor die tijd zware twaalf tons laadbomen. De Stellaprima bleek een succes. Zware objecten die tot dan toe werden gevaren als bijlading op het dek van een coaster, konden nu op beter ingerichte schepen vervoerd worden. Sindsdien is het begrip zwaar behoorlijk veranderd en is met de modernisering van de vloot het hijsvermogen toegenomen van 100 ton naar 1800 ton.
In 1972 ontstond Big Lift door de fusie tussen Van der Laan's Scheepvaart & Handelsmaatschappij en transportbedrijf Van Twist. Kapitein Berend van der Laan bestelde de eerste twee halfafzinkbare dokschepen in 1972, de Docklift 1 en de Docklift 2. Hij verkocht zijn bedrijf in dat jaar aan Holland-Amerika Lijn, dat het in 1982 weer verkocht aan Mammoet.
Mammoet Transport werd in 1973 opgericht als onderdeel van de Koninklijke Nederlandse Stoomboot-Maatschappij voor zwareladingtransport en werd onderdeel van Nedlloyd toen deze KNSM overnam. In juli 1995 werd Mammoet Transport verkocht aan Van Seumeren. Deze was niet geïnteresseerd in het scheepvaartdeel en verkocht dat op 21 november 2001 aan Spliethoff, dat al eerder een belang had genomen van vijftig procent. Hierbij werd de naam veranderd in BigLift, aangezien Van Seumeren verderging als Mammoet.
In 1978 begon Van der Laan Dock Express en bestelde bij Verolme Scheepswerf Heusden drie dokschepen met een draagvermogen van 12.928 ton. Van Ommeren werd later de belangrijkste aandeelhouder.
Wijsmuller was in de jaren 1970 in de zwareladingmarkt gestapt met de Super Servants en de Mighty Servants als Wijsmuller Transport. Deze schepen waren aanvankelijk een groot succes, want zij konden booreilanden en andere grote constructies in zeer korte tijd naar de meest uiteenlopende bestemmingen varen, zonder dat daar een vloot van sleepboten voor nodig was. In de jaren 1980 zakte de markt voor zwaartransport echter dramatisch in, door overcapaciteit en daling van de vrachtprijzen. Enkele van de schepen moesten tijdelijk worden opgelegd.

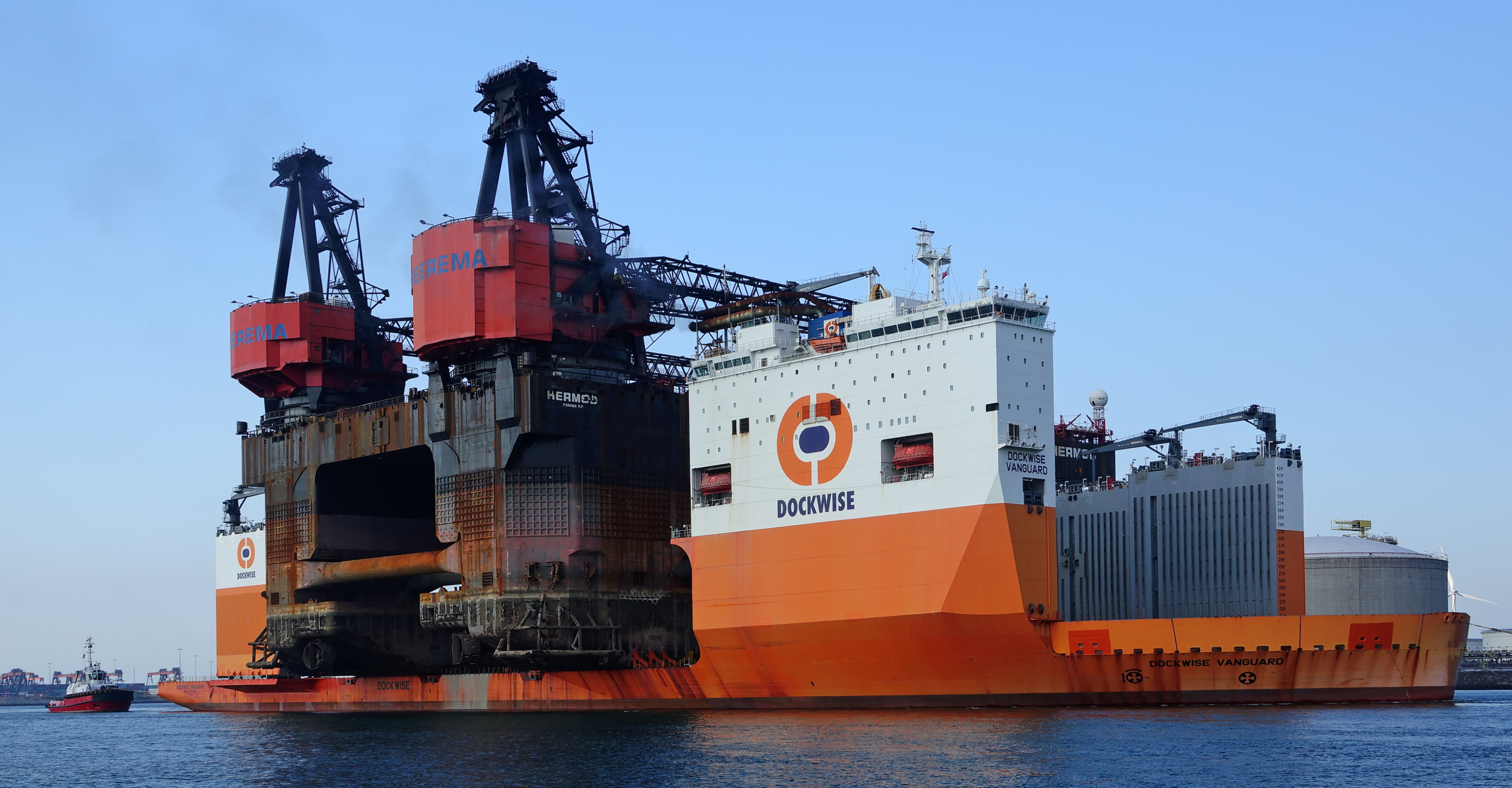
De Hermod op de Dockwise Vanguard

De zwaartransportvloot werd verkocht aan Heerema. In 1993 besloten Wijsmuller Transport en Dock Express Shipping om samen te gaan als Dockwise. In 2001 werd samengegaan met Offshore Heavy Transport, waarbij Heerema 76% van het bedrijf in bezit had en het Noorse Wilhelm Wilhelmsen 24%. Eind 2006 werd bekend dat Dockwise verkocht zou worden aan 3i Group, een van de grootste private-equityfondsen ter wereld. In 2013 kwam het in handen van Boskalis dat in 2018 de naam Dockwise liet vallen.

### Bagger

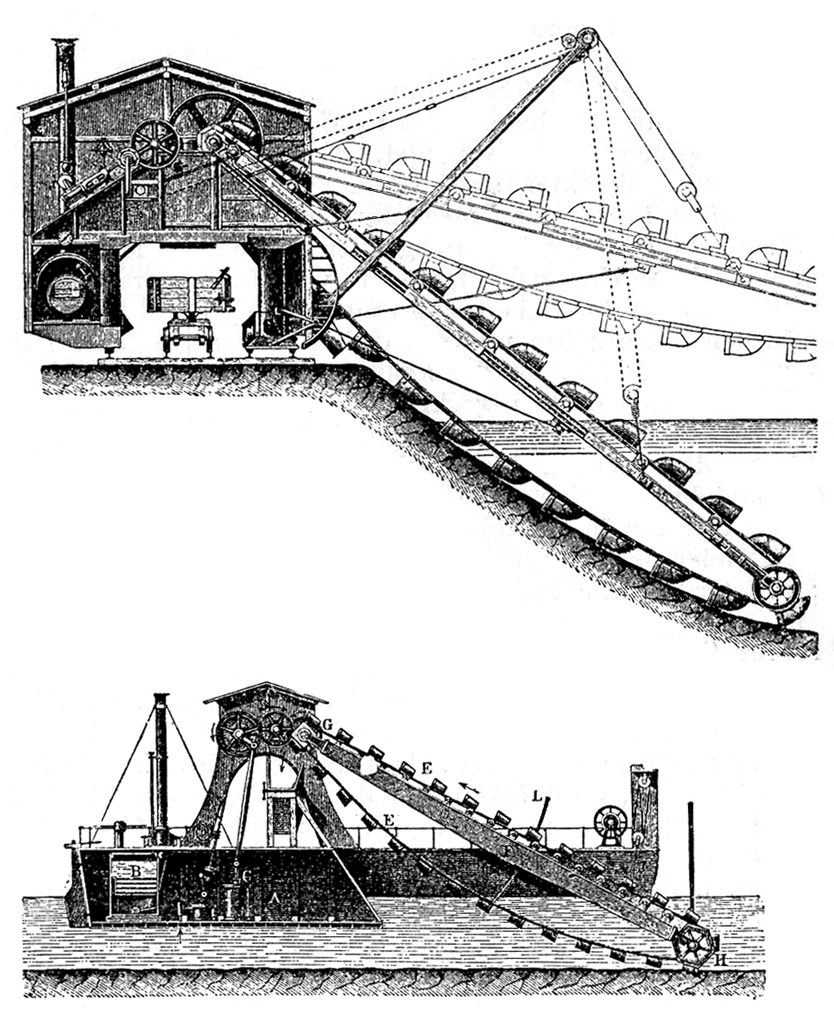
Stoomemmerbaggermolens, de bovenste om kanalen te graven vanaf de wal, de onderste op een bak

Een grote stap vooruit voor de baggerij was de emmerbaggermolen, waarmee tot een diepte van 5 meter kon worden gebaggerd. Later werden deze voortbewogen door stoom en dieselmotoren.
Met de uitvinding van de centrifugaalpomp in 1851 werd een nieuw type baggerschip mogelijk; de sleephopperzuiger, die al gebruikt kon worden bij de aanleg van de Nieuwe Waterweg. Hieraan werd in 1868 begonnen en het was een enorme stimulans voor de baggeraars. De ontwerper, Pieter Caland, ging voor het project nog naar het buitenland om te zien hoe men baggerde, na het Nieuwe Waterwegproject was dit andersom. Nederlandse baggeraars werkten aan de haven van Duinkerke, het Kaiser-Wilhelm-Kanal, het Panamakanaal en de Rio de la Plata.
Van recenter datum zijn grote projecten, zoals de bouw van de haven van Jubail, het opspuiten van Chek Lap Kok voor Hong Kong International Airport, opspuitingen in Singapore en in Dubai de Palmeilanden en The World.
Grote Nederlandse baggeraars zijn Boskalis en Van Oord.

### Scheepsbouw
In 1847 werd de schoenerbrik Industrie gebouwd bij Fop Smit aan de Kinderdijk, het eerste ijzeren zeilschip dat werd gebouwd in Nederland. De bedrijven van Smit zouden uitgroeien tot Smit Internationale, IHC Holland en SBM Offshore.
In de naoorlogse jaren liep het een na het andere schip van de Nederlandse werven. Cornelis Verolme was een van de belangrijkste voortrekkers van de Nederlandse scheepsbouw. In 1974 werd de Lepton te water gelaten, met 318.000 dwt het grootste in Nederland gebouwde schip. Nederland was een toonaangevend scheepsbouwland. Langzaam echter begon eerst Japan het vaandel over te nemen, daarna Singapore en tegenwoordig voor de grote schepen Zuid-Korea en China en voor de kleinere schepen landen als Roemenië, Mexico en voormalige Sovjetrepublieken. Kenmerkend was het faillissement van Rijn-Schelde-Verolme in 1983 als gevolg van de toenmalige crisis in de zware scheepsbouw. RSV was een combinatie van scheepswerven en machinefabrieken die begin 1971 ontstond. Naar aanleiding hiervan werd de Parlementaire enquête RSV gehouden.
De Nederlandse werven die nog bestaan hebben zich gespecialiseerd in baggerschepen, ferries, offshoreschepen, jachten en speciale transportschepen. Twintig jaar geleden had Nederland een aantal bloeiende marinewerven, zoals Van der Giessen de Noord (polyester mijnenjagers), De Schelde in Vlissingen (fregatten), Rotterdamsche Droogdok Maatschappij (RDM) en Wilton-Fijenoord, met potentieel om te exporteren. Dit is echter nooit goed van de grond gekomen. De resterende werven laten vaak een casco in de lagelonenlanden bouwen dat ze afbouwen in Nederland. Vaak heeft men ook in deze werven geïnvesteerd.
De scheepsbouw in het gebied rond Amsterdam is volledig verdwenen. In Rotterdam is de RDM dicht en zijn de nieuwbouwactiviteiten bij Wilton-Fijenoord verdwenen. De Verolmewerf in de Botlek is overgenomen door Keppel uit Singapore en heeft zich succesvol gespecialiseerd in conversies en nieuwbouw offshoreconstructies. De werven rond Sliedrecht zijn vaak gespecialiseerd in baggerschepen onder meer IHC Holland. Ook de luxejachtbouw loopt goed, zoals Amels, dat tegenwoordig onderdeel is van Damen. De werven in Groningen geven nog voldoende werkgelegenheid.

### Reddingswezen
In 1924 werden de Koninklijke Noord- en Zuid-Hollandse Reddingmaatschappij en de Koninklijke Zuid-Hollandse Maatschappij tot Redding van Schipbreukelingen opgericht. Het werd vanaf het begin door vrijwilligers gedragen en gefinancierd. In 1991 gingen deze samen als Koninklijke Nederlandse Redding Maatschappij.
De Insulinde was de eerste zelfrichtende motorreddingboot van de N.Z.H.R.M. Het idee ook motorreddingboten zelfrichtend te maken, kwam van Mees Toxopeus, nadat in 1921 het Nederlandse reddingswezen door twee zware rampen was getroffen. In februari 1926 werd op de werf van de Gebroeders Niestern in Delfzijl met de bouw van de Insulinde begonnen, naar een ontwerp van Ernst Vossnack. Mees Toxopeus, bestemd om schipper te worden van deze boot, was van de aanvang af bij de bouw aanwezig. De boot zou tussen 1927 en 1965 dienstdoen op het reddingstation te Oostmahorn en maakte 341 tochten waarbij 332 mensen werden gered.